# Bäuerliche Malerei

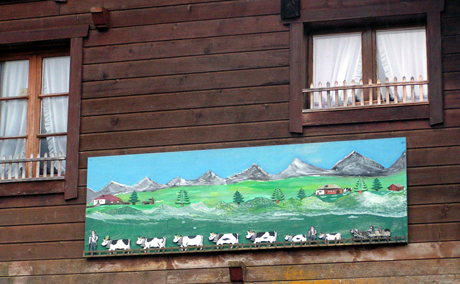
Poya-Tableau an einem Hof in Estavannens, Kanton Freiburg.

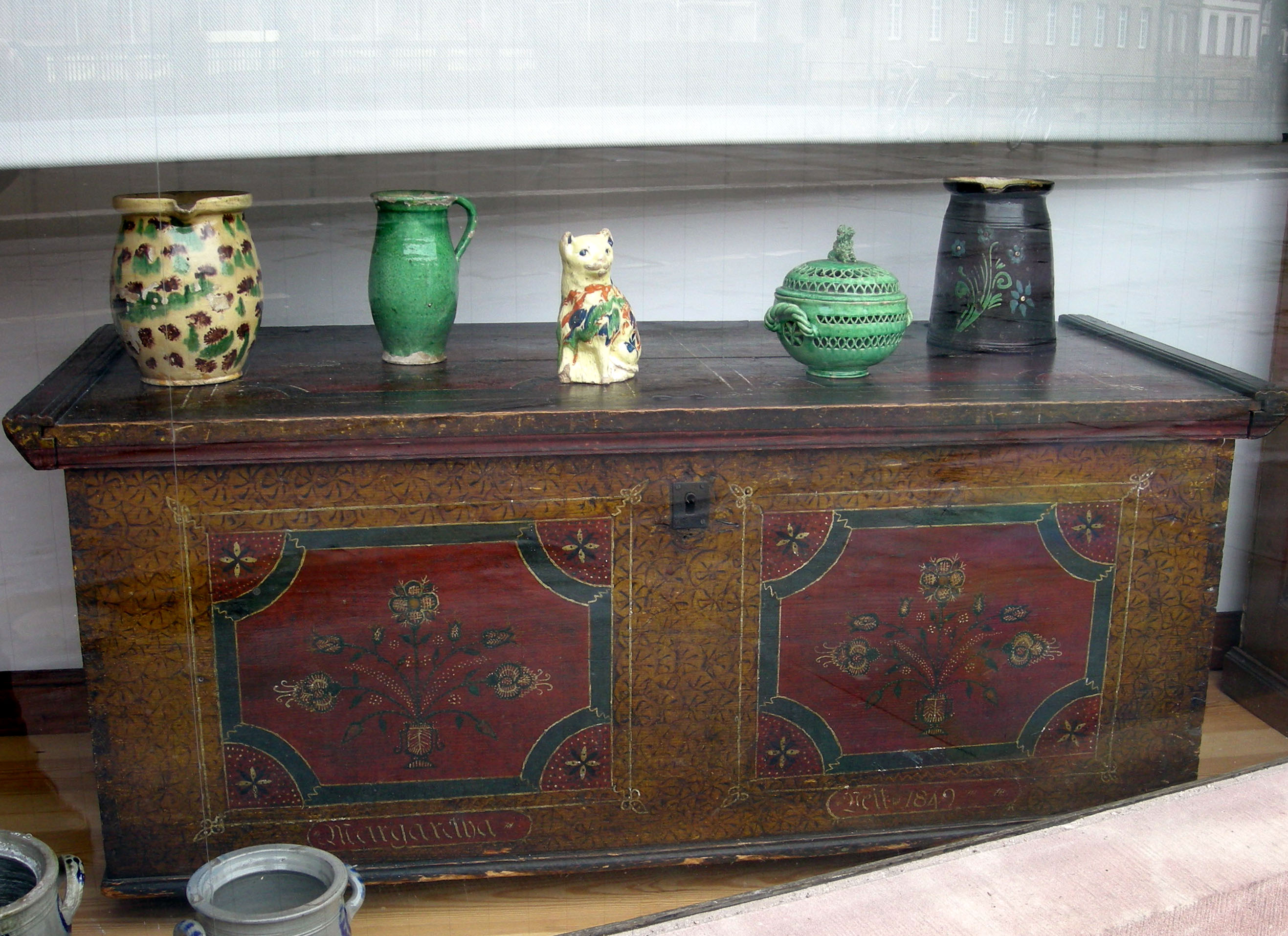
Elsässer Truhe von 1842 mit Sufflenheimer Töpferwaren, Musée alsacien de Strasbourg.

Unter bäuerlicher Malerei versteht man eine nicht-akademische Zier- und Darstellungsmalerei im ländlichen Raum.

## Geschichte und Motive

### Geschichte
Als älteste bekannte Form der bäuerlichen Malerei kann die formunterstützende Malerei von hölzernen Gebäudeteilen angesehen werden. Waren es anfangs nur einfache Kerblinien, die man mit farbigen Linien versah, so entwickelten sich später einfache geschnitzte Verzierungen mit ortsüblichen stilisierten Motiven, die vielerorts farbige Ausschmückungen erfuhren. Zunehmend wurden auch keramische Gebrauchsgegenstände – ursprünglich schmuck- und farblos glasiert – mit einfachen Linien, Wellenbändern oder Tupfendekoren versehen; aufwändiger bemalte Einzelstücke wurden meist zu besonderen Anlässen gefertigt, z. B. Hochzeitsteller oder Hochzeitskrüge. Ab dem 18. Jahrhundert begann die Bemalung von Möbeln und hölzernen Kleingegenständen, wie etwa Brautschachteln, Schützenscheiben oder Uhrblättern. Gegen Mitte des 19. Jahrhunderts kam die ursprüngliche bäuerliche Malerei fast vollständig zum Erliegen, man orientierte sich zunehmend an den Städten. Bemalte Gegenstände galten als unmodern, die Begehrlichkeiten – sei es bei Hausrat, Essgeschirr oder Bekleidung – galten der aufkommenden industriellen Massenware. Die wenigen noch nachgefragten Objekte mit Motiven aus dem bäuerlichen Kanon, etwa die Bauernmöbel aus dem Tölzer Land oder bemalte Uhren aus dem Schwarzwald wurden selbst zu einer halbindustriell hergestellten Massenware, garniert mit Bauernmalerei nach gefragten Vorlagen.

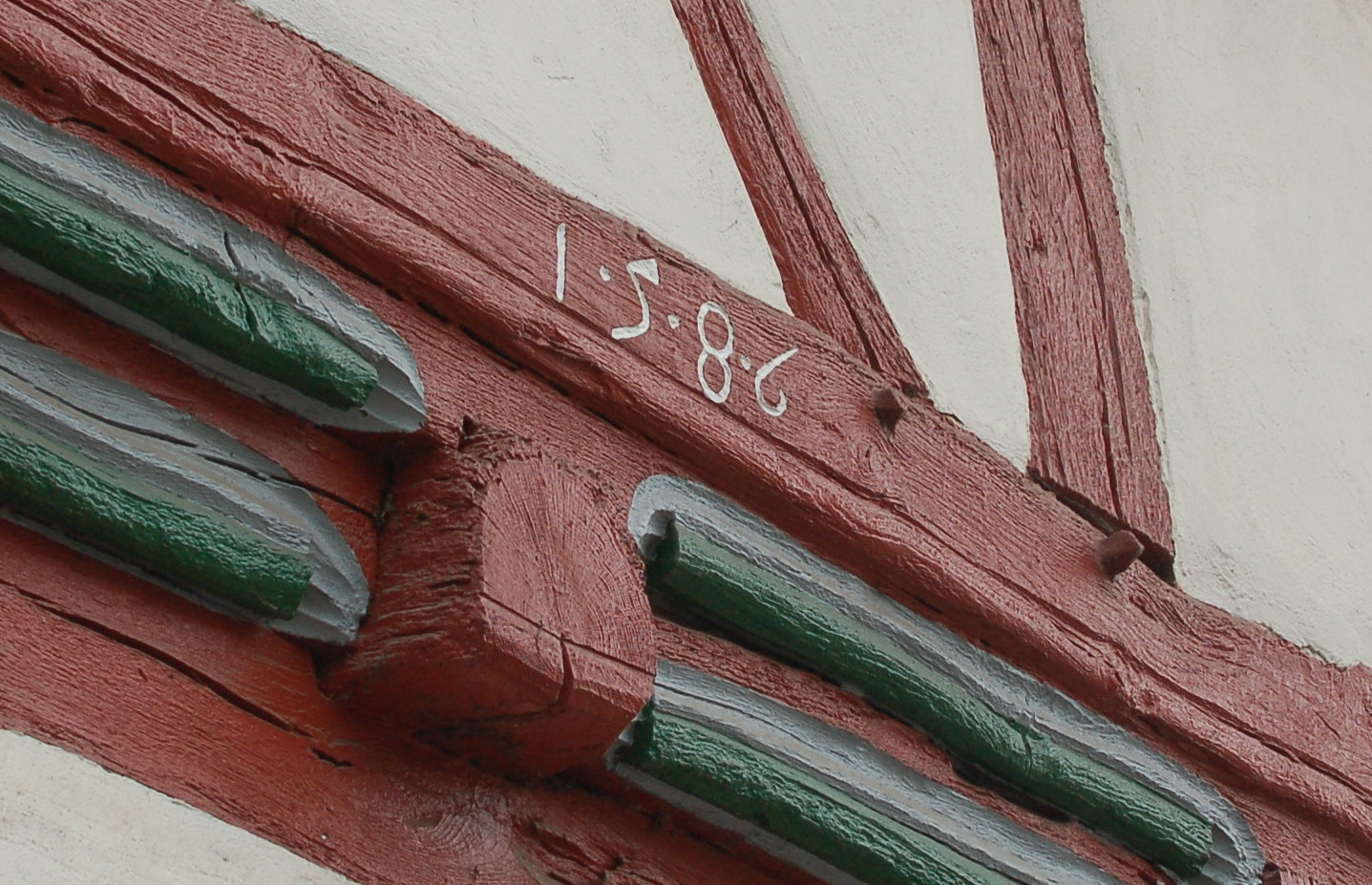
Einfachste Farbmalerei an einem Bauernhaus in Jestedt (Werra-Meißner-Kreis) von 1586.
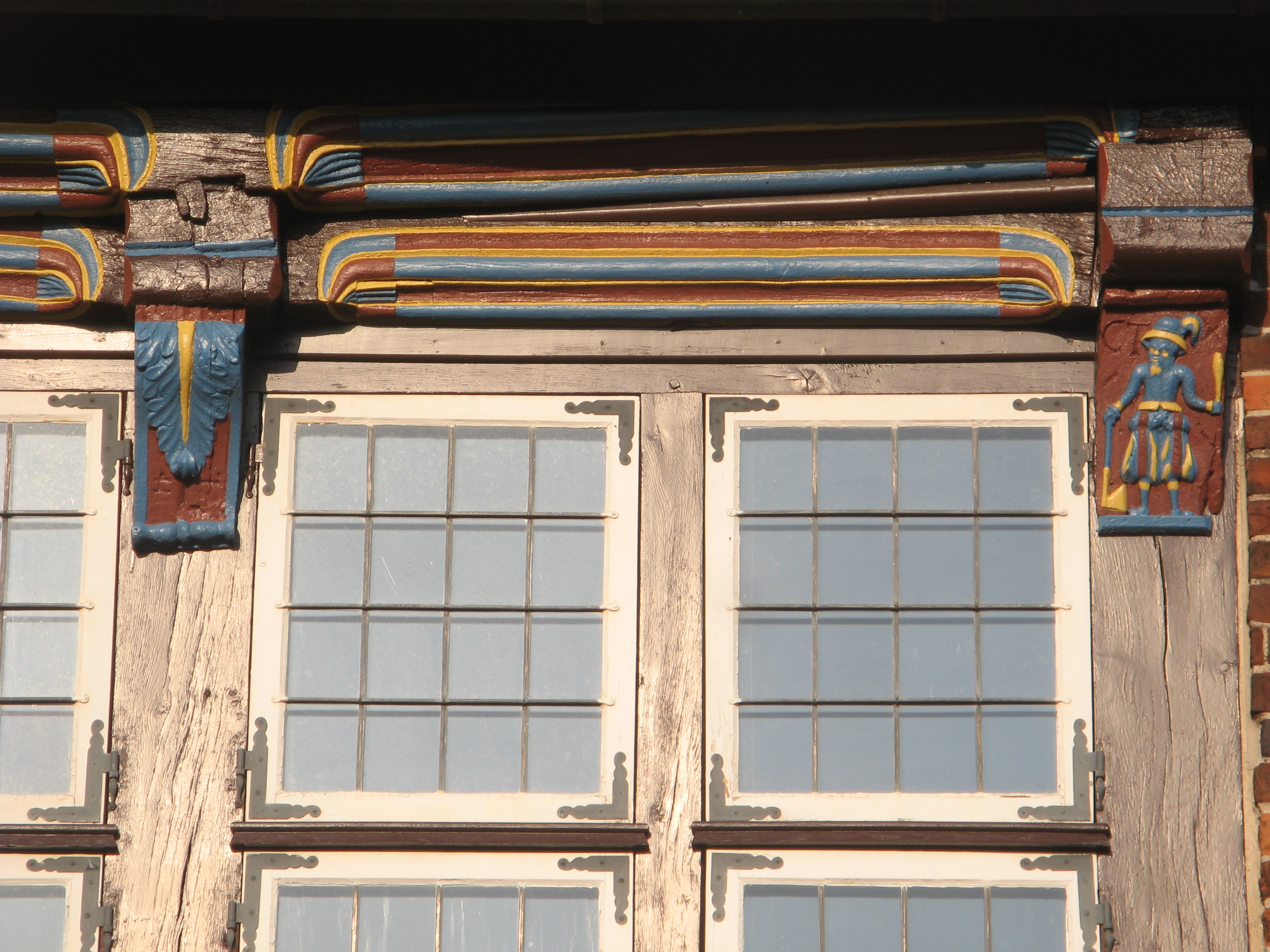
Farbige Malerei am Rathaus von Krempe, Schleswig-Holstein.
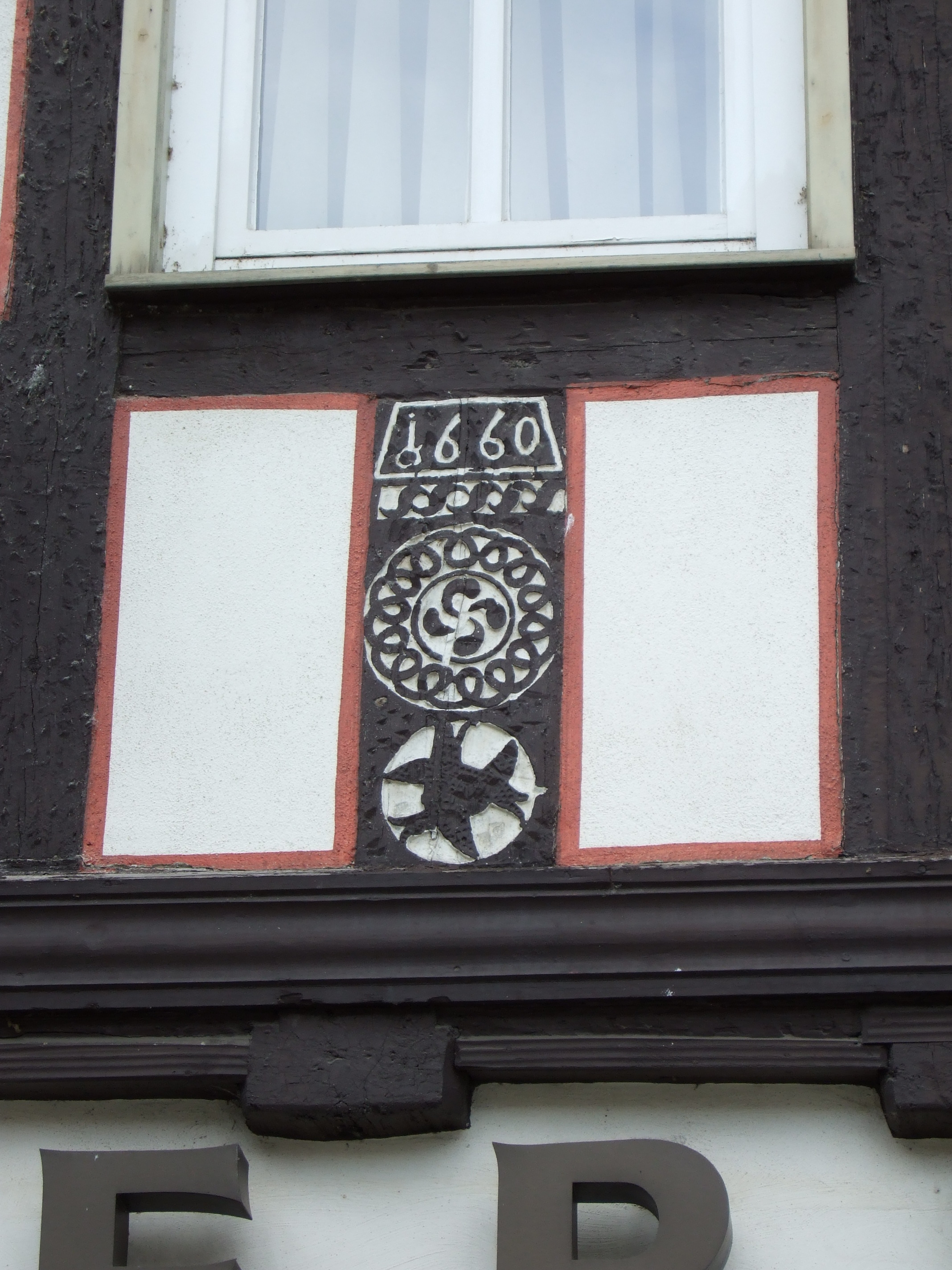
Schorndorf, Württemberg; 17. Jahrhundert.
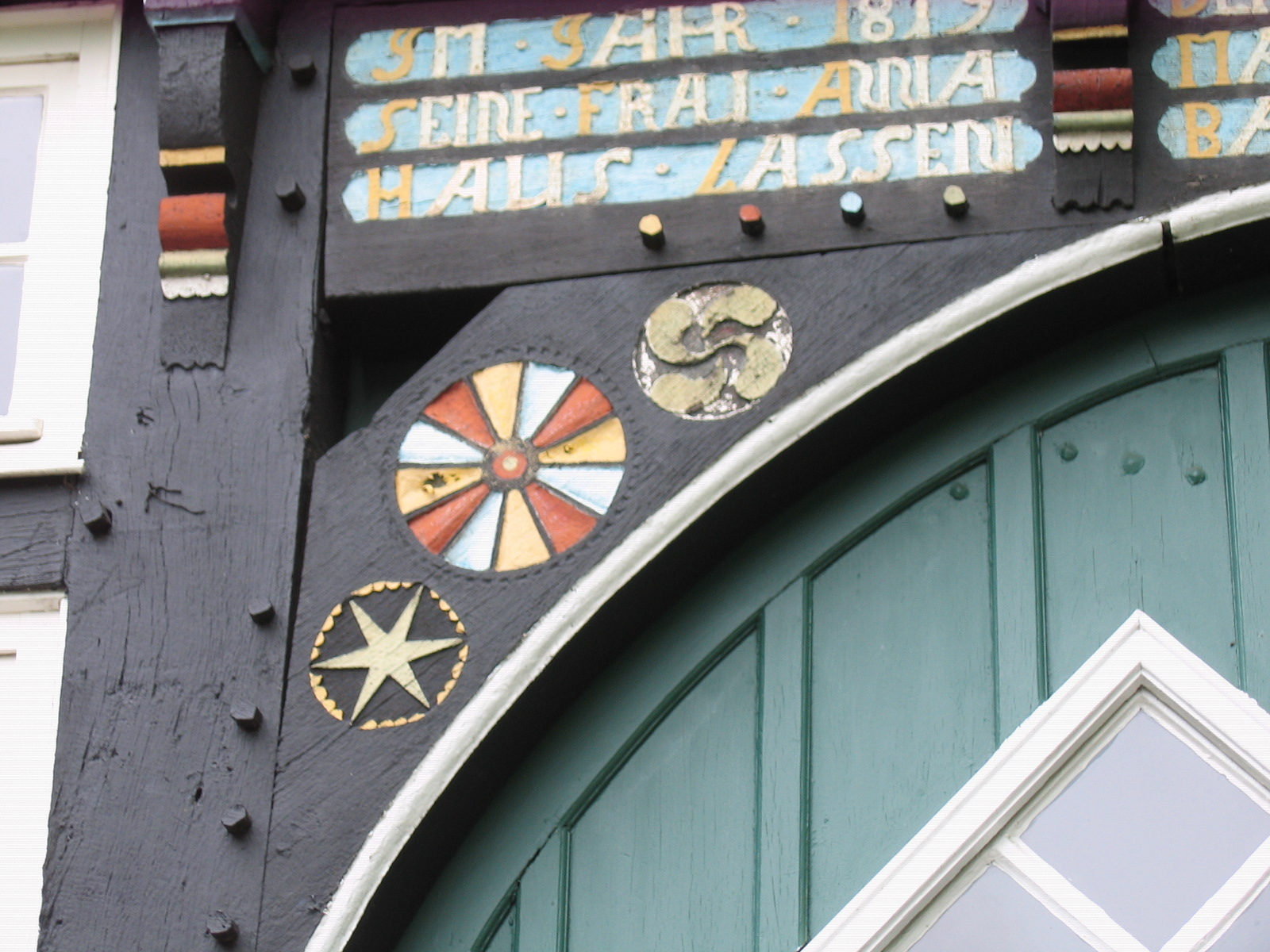
Vlotho, Nordrhein-Westfalen
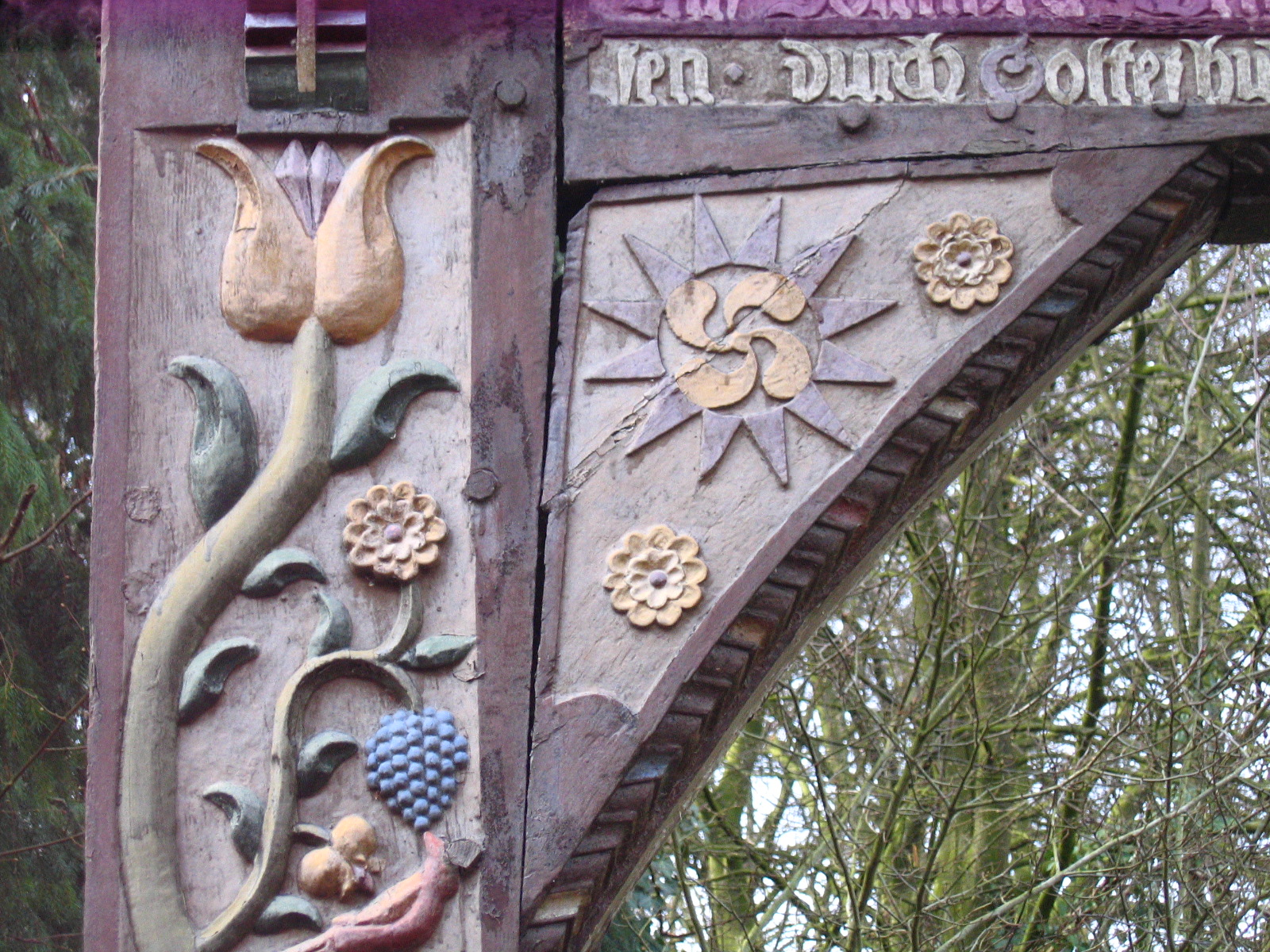
Bünde, Nordrhein-Westfalen

### Ornamentik
Die ornamentalen Motive haben über Jahrhunderte hinweg nur wenig Abwandlungen erfahren und fanden Verwendung als zierendes Schnitzwerk für Gebäudeteile und Möbel ebenso wie als Stickereimotive für die (Sonntags-)Tracht oder auf Tonwaren. Diese Ornamente sind unterschiedlichen Ursprungs: aus dem mythisch-germanischen Volksglauben stammen z. B. Sonnenräder, Sonnenkreuze, die Swastika, der Baum des Lebens oder der Fünfstern (Pentagramm) zur Abwehr des Bösen.

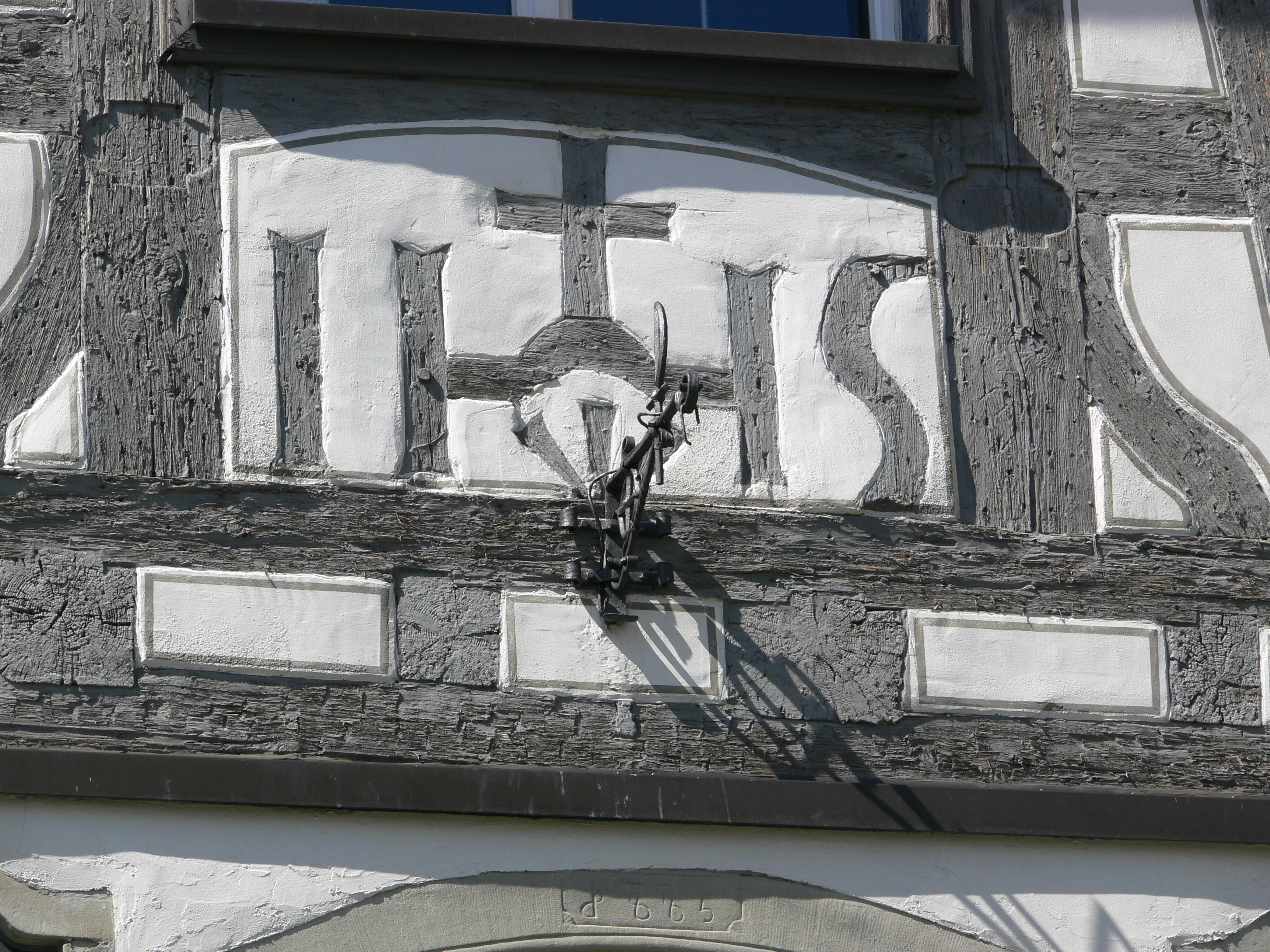
Christusmonogramm IHS über dem Eingang des Pfarrhauses von Ailingen (Bodenseekreis)

Aus der christlich-religiösen Symbolik kamen das Kreuz, die fünfblättrige Rose als Symbol Mariens  bzw. mit Kreuz als Sinnbild der Auferstehung. Ein Symbol des frühen Christentums war auch der Anker als Zeichen der Verankerung im Glauben, bzw. die Dreiheit „Kreuz-Herz-Anker“ als Symbol für Christliche Tugend – kurz „Glaube, Liebe, Hoffnung“ genannt. Später aufkommende Symbole des Christentums das von Pfeilen durchbohrte Herz Jesu, das Christusmonogramm oder das überkreuzte Herz mit der Inschrift IHS. Die Darstellung des Davidsterns war das Bekenntnis zum Judentum. Ab dem späten Mittelalter bediente man sich gerne der Zunftzeichen, um den Inhaber eines Hauses oder eines Gegenstandes als Angehörigen eines bestimmten Berufes auszuweisen. Ab dem Barock fanden stilisierte Blüten und Pflanzenmotive Eingang in den ländlichen Schmuckkanon: die Marienrose wurde zur zierenden Rose, ergänzt um Glockenblumen und aus zu einfachen Blütenformen weiterentwickelten Rosetten; Stabornamente bekamen Blätter. Parallel dazu hielten Personen- und szenische Darstellungen Eingang in die bäuerlichen Malerei und bildeten so den Übergang zur bildhaften Malerei. Man orientierte sich an „modernen“ Kirchenausschmückungen und „modernen“ Gebäuden, Möbeln und Hausrat der näheren Städte. Wichtige Voraussetzung für den Beginn der szenischen Malerei war die Verbreitung des Buchdrucks, die erste Gesangbücher mit einfachen Illustrationen oder Vorlagentafeln und -bücher zu einem auch für die Landbevölkerung erschwinglichen Preis ermöglichte.
Hausinschriften z. B. über den Bauherren, das Erbauungsjahr und zusätzlich einem Segensspruch haben sich bis Ende des 19. Jahrhunderts gehalten. Schöne Beispiele von 1616 bis 1873 hierfür sind aus Unterwüsten im Lipper Land dokumentiert. Mit dem Beginn eines einfachen Schulunterrichts auch im ländlichen Bereich erfreuten sich Inschriften auch auf Kacheln, Tellern oder Kleinzeug zunehmender Beliebtheit. Die Farbigkeit war ursprünglich sparsam, man bediente sich regional vorkommender Erd- und Pflanzenpigmente. Voraussetzung für eine größere Farbigkeit wurden der Handel und die Erschwinglichkeit von Farbpigmenten aus anderen Regionen. Generell gilt bis zum Ende des 19. Jahrhunderts: Je bunter, desto wohlhabender. Kleinbauern und Landarme konnten sich Farben, farbig bemaltes Gut, ländliche Handwerksmaler oder später Wandermaler zur Ausschmückung von Haus, Hausrat und Stube kaum leisten.

## Regionale Unterschiede

### Norddeutschland und Niederrhein
Im Norddeutschen Raum und am Niederrhein wird dem Wunsch nach Dekoration mehr durch Schnitzwerk Rechnung getragen, zum einen bedingt durch den niederländischen Einfluss, zum anderen als Folge der Reformation: aufgrund der protestantischen Ethik der Schlichtheit, der Ablehnung der Darstellung Gottes und der Abkehr von der Verehrung einzelner Heiliger entfiel auch deren Darstellung. Insofern ist eine szenische bäuerliche Malerei sowohl an Gebäuden wie auch auf Möbeln und anderem Hausrat in reformierten Gegenden seltener zu finden. Man blieb relativ lange beim Einfachen und gelegentlich recht heidnisch geprägten Formenkanon.

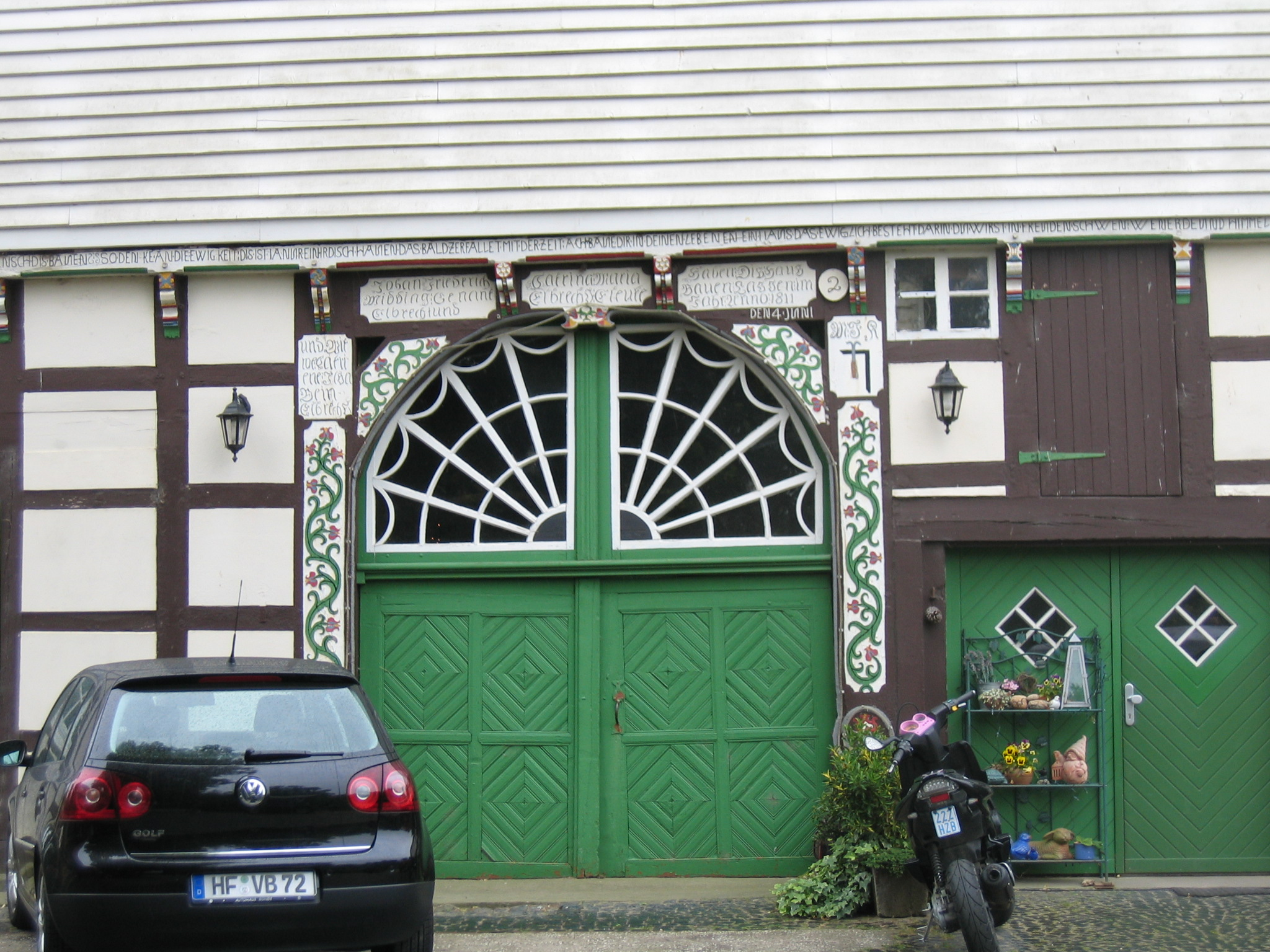
Deelentür an einem Hof von 1811 in Rödinghausen, Kreis Herford.
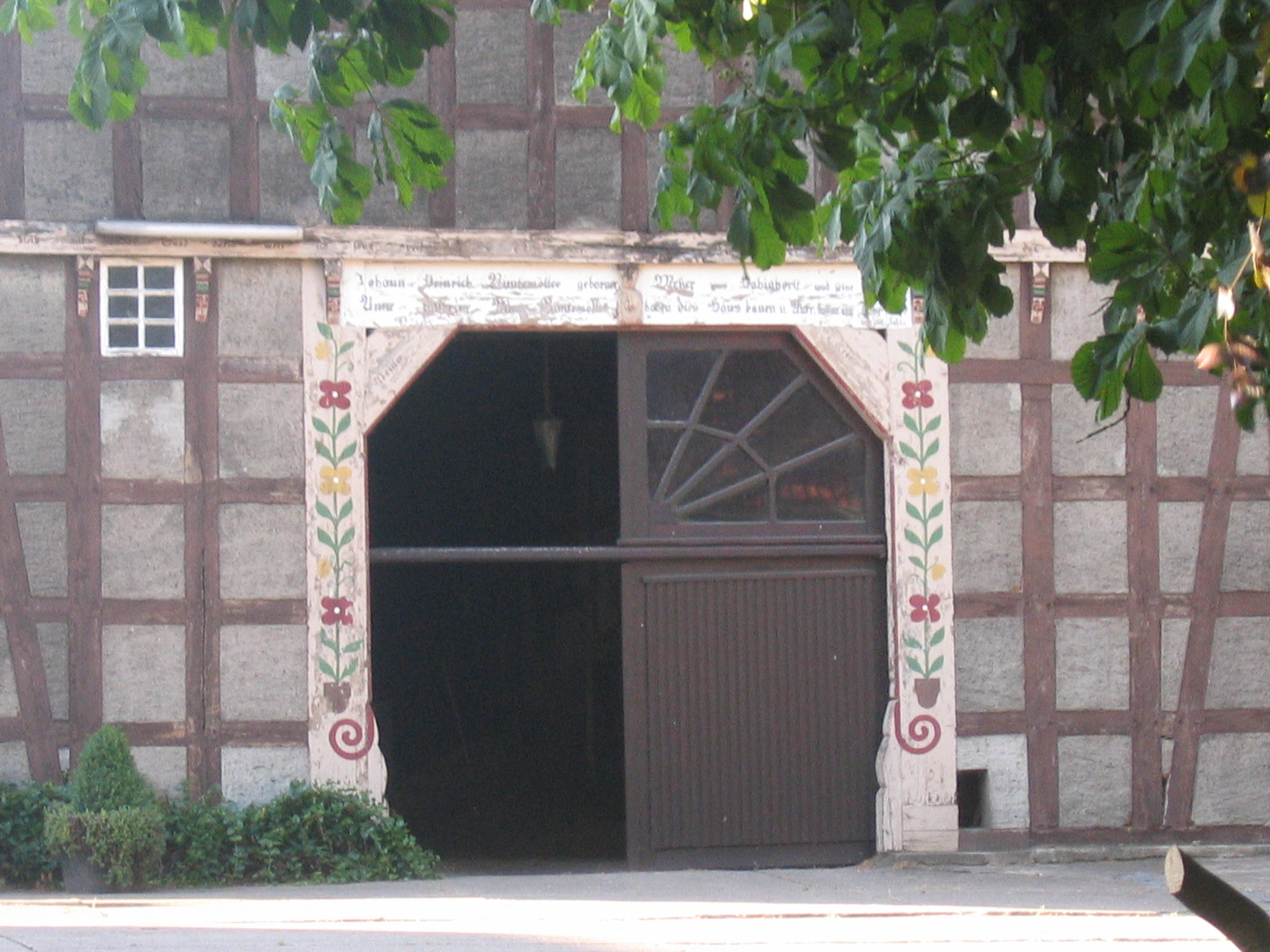
Deeleneingang am Hof Buntemöller in Rödinghausen, Kreis Herford.
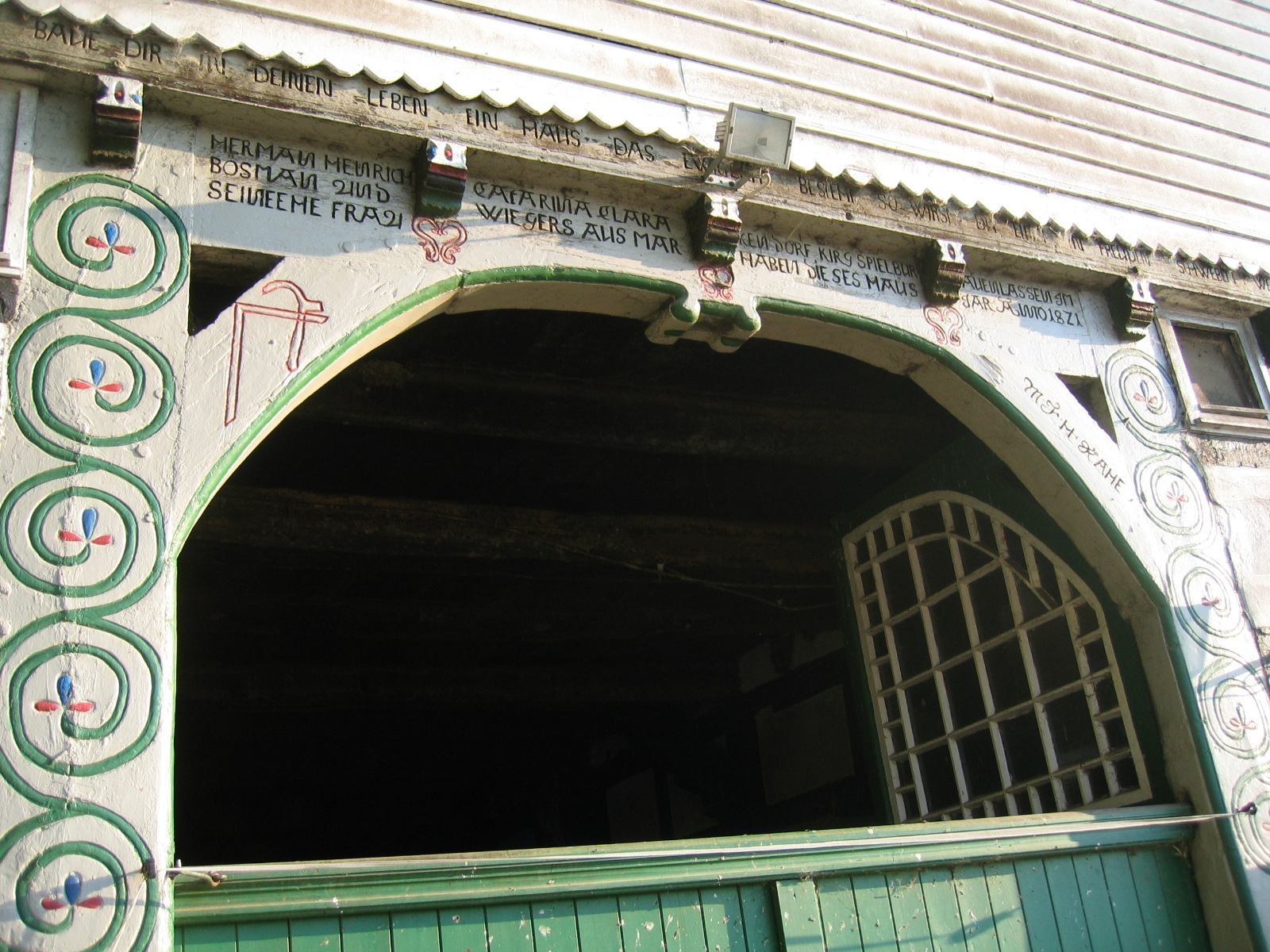
Deeleneingang an einem Hof von 1871 in Rödinghausen-Bieren, Kreis Herford.
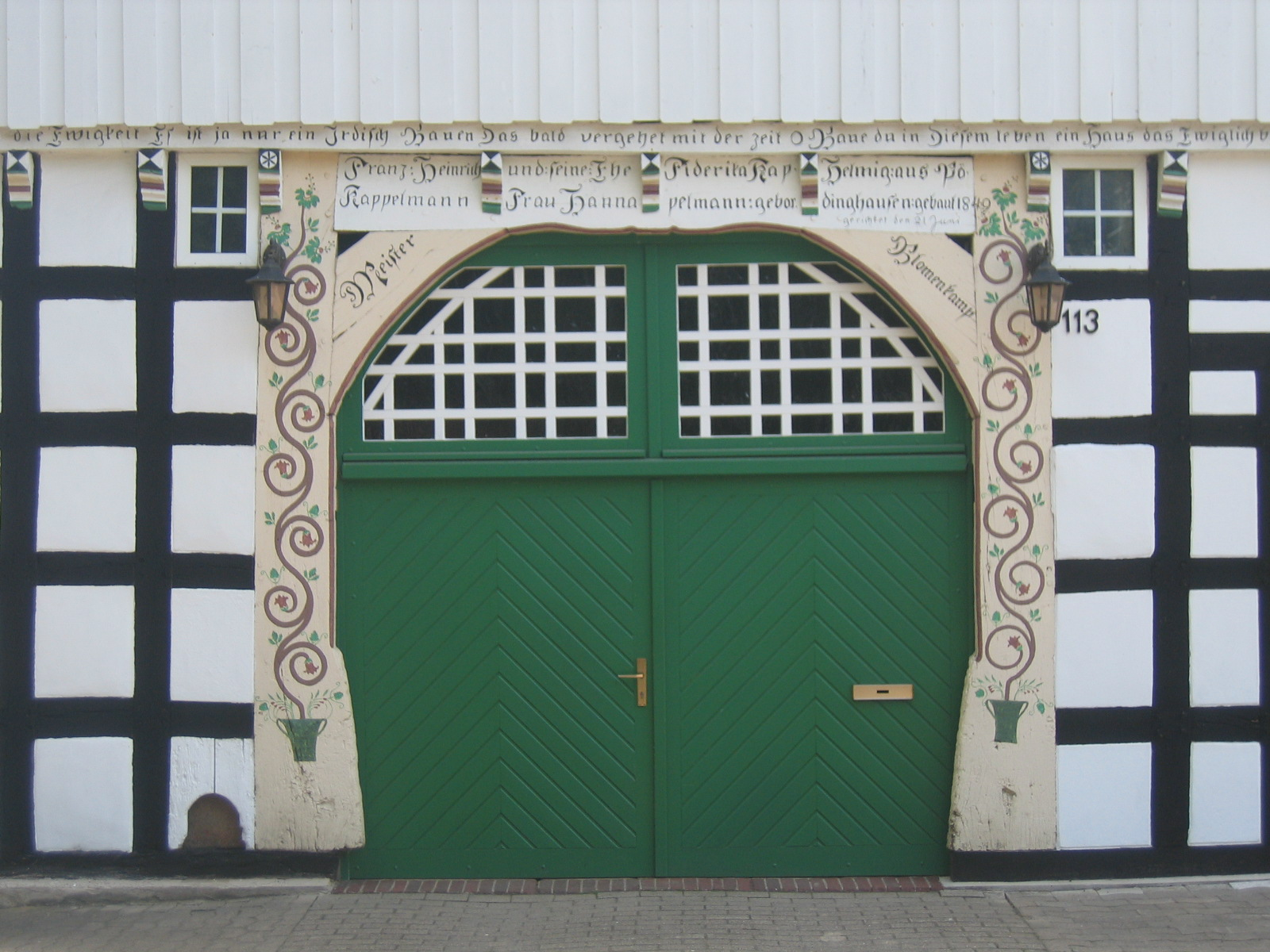
Hof in Rödinghausen, Kreis Herford, Nordrhein-Westfalen.

### Hessen, Thüringen, Sachsen, Sachsen-Anhalt
Die in Kleinstaaten zersplitterten heutigen Bundesländer Hessen und Thüringen waren von jeher sehr arme Gegenden. Aber auch hier wie auch in Sachsen und Sachsen-Anhalt wurden ländliche bemalte Möbel und Gebrauchsgegenstände gefertigt. Aus Thüringen und Sachsen sind verschiedene Zentren der Möbelherstellung und Bemalung bekannt, die jedoch wissenschaftlich weniger gut dokumentiert sind, als ihre süddeutschen Pendants. In Sachsen sind insbesondere aus der Lausitz besonders aufwendig bemalte Möbel bekannt, allerdings wurden auch im restlichen Sachsen bemalte Möbel mit jeweils unterschiedlichen Handschriften hergestellt. Einen guten Eindruck vermitteln die bemalten Möbel im Sächsischen Museum für Volkskunst in Dresden. In Thüringen sind vor allem im Thüringer Wald mehrere Zentren der Herstellung bemalter Möbel dokumentiert, wobei sogar einzelne Orte und Tischlerfamilien bekannt sind. Die Bemalungen stehen in Qualität und Umfang ihren süddeutschen Pendants in nichts nach, wobei die Ausführung insgesamt strenger und flächiger, weniger ins ausufernd Ornamentale greift.

### Bayern
Der volksverbundene König Max II. (1811–1864) begann im 19. Jahrhundert eine rege Förderung von Kunst und Brauchtum des Volkes, um den deutschen Einigungsbestrebungen ein bayerisches Nationalgefühl entgegenzusetzen. Zunächst von der Landbevölkerung selbst skeptisch beargwöhnt, entstand schnell beim Adel wie auch beim wohlhabenden Bürgertum ein Bekenntnis zur ländlichen Kultur und der Bewahrung von Traditionellem. Man kaufte in den Dörfern aufwändig gestaltete Bauernmöbel und Kleinzeug. Parallel dazu entstanden Sammlungen zur ländlichen Kultur, sodass früher als in anderen Gegenden einfach gestaltete Dinge vor der Vernichtung bewahrt werden konnten. Der steigende Bedarf an bäuerlich bemalten Möbeln und Kleinzeug (wer es sich leisten konnte, gab die Bemalung ganzer Stuben in Auftrag) führte zu einer Renaissance der bäuerlichen Malerei, die jedoch als gewünschter Konsumartikel schnell gewisse Standards einforderte und zunehmend von spezialisierten Werkstätten ausgeführt wurde, sodass nicht mehr von einer bäuerlichen Malerei im engeren Sinn, sondern von einer Malerei nach bäuerlichen Motiven, also Bauernmalerei, die Rede sein kann. Hauptzentrum dieser halbindustriell handwerklichen hergestellten und bemalten Möbel wurde Bad Tölz; typisch für die „Tölzer Kästen“ sind üppige Rosenmotive.
Auch die Darstellung des ländlichen Lebens gewann an Interesse: Akademische Maler ließen sich in den Sommermonaten in Dörfern nieder, um Bauern in ihrer Tracht und Szenen des ländlichen Alltags zu malen, und begründeten so die Bäuerliche Genremalerei, die sich bald auch in anderen Gegenden zunehmender Beliebtheit erfreute.

### Österreich, Südtirol und Böhmen
Die bäuerliche Malerei Österreichs folgt keinem einheitlichen Stilkanon. Tirol und das Salzburger Land stehen stilistisch der bayerischen Volkskunst nahe, im Süden und in Südtirol manifestiert sich der formal strengere, weniger blumige Einfluss Italiens, während der Osten und Südosten wie auch Böhmen von der Farbenfreudigkeit und von Stilelementen des slawischen Formenkreises beeinflusst ist.

### Baden-Württemberg und das Elsass
Auch hier ist in der bäuerlichen Malerei eine Stilverspätung nachweisbar. Typische Schmuckelemente dieser Region bestehen oft aus Blumen, Rosetten, geometrischen Motiven, Sternen und Symbolen für den Baum des Lebens. Bei den Farben sind örtliche Unterschiede festzustellen. So wurden im Oberelsass türkise Untergründe bevorzugt, im Unterelsass dominieren rote und ockerfarbene Untergründe; hier sind auch deutlich mehr szenische Malereien zu verzeichnen. Eine Besonderheit stellte die Bemalung von Uhren im Schwarzwald dar, die ähnlich der Tölzer Möbelindustrie zu einer handwerklichen Industrie anwuchs. Heute zu einer touristischen Massenproduktion geworden, hat sie nichts mehr mit der bäuerlichen Malerei im engeren Sinne zu tun.

### Schweiz
Eine Möbelmalerei ist etwa ab der zweiten Hälfte des 17. Jahrhunderts zu finden. Im 18. Jahrhundert dominierten ornamentale, florale Gestaltungen die bemalten Möbel, figürliche Elemente waren noch selten. Ab 1750 kommen barocke Elemente dazu, gegen Ende des Jahrhunderts die Rocaille. Ab 1800 werden Füllungen von Schranktüren zunehmend szenisch bemalt. Aus dieser heraus entwickelt sich ab 1850 vorzugsweise im Appenzeller Land und im Toggenburg die Täfeli-Malerei oder Appenzeller Bauernmalerei, d. h. die bäuerliche Bemalung von Tafelbildern (siehe unten, „Darstellende Malerei“), während die Möbelmalerei aus der Mode geriet.

## Formen der bäuerlichen Malerei

### Möbelmalerei

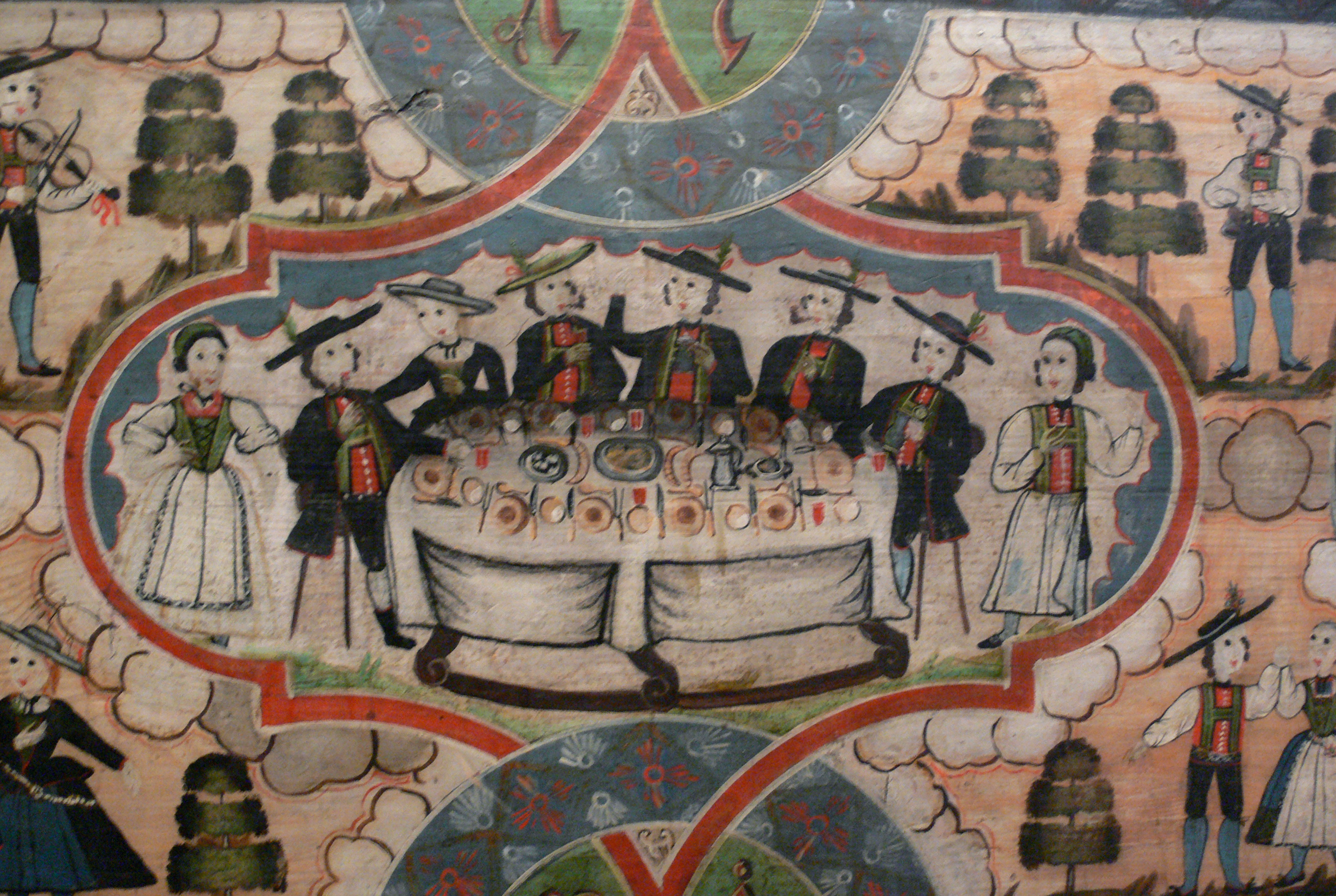
Fußende eines Aufsatzbettes von 1781 mit der Darstellung einer Hochzeitstafel. Österreichisches Museum für Volkskunde, Wien.
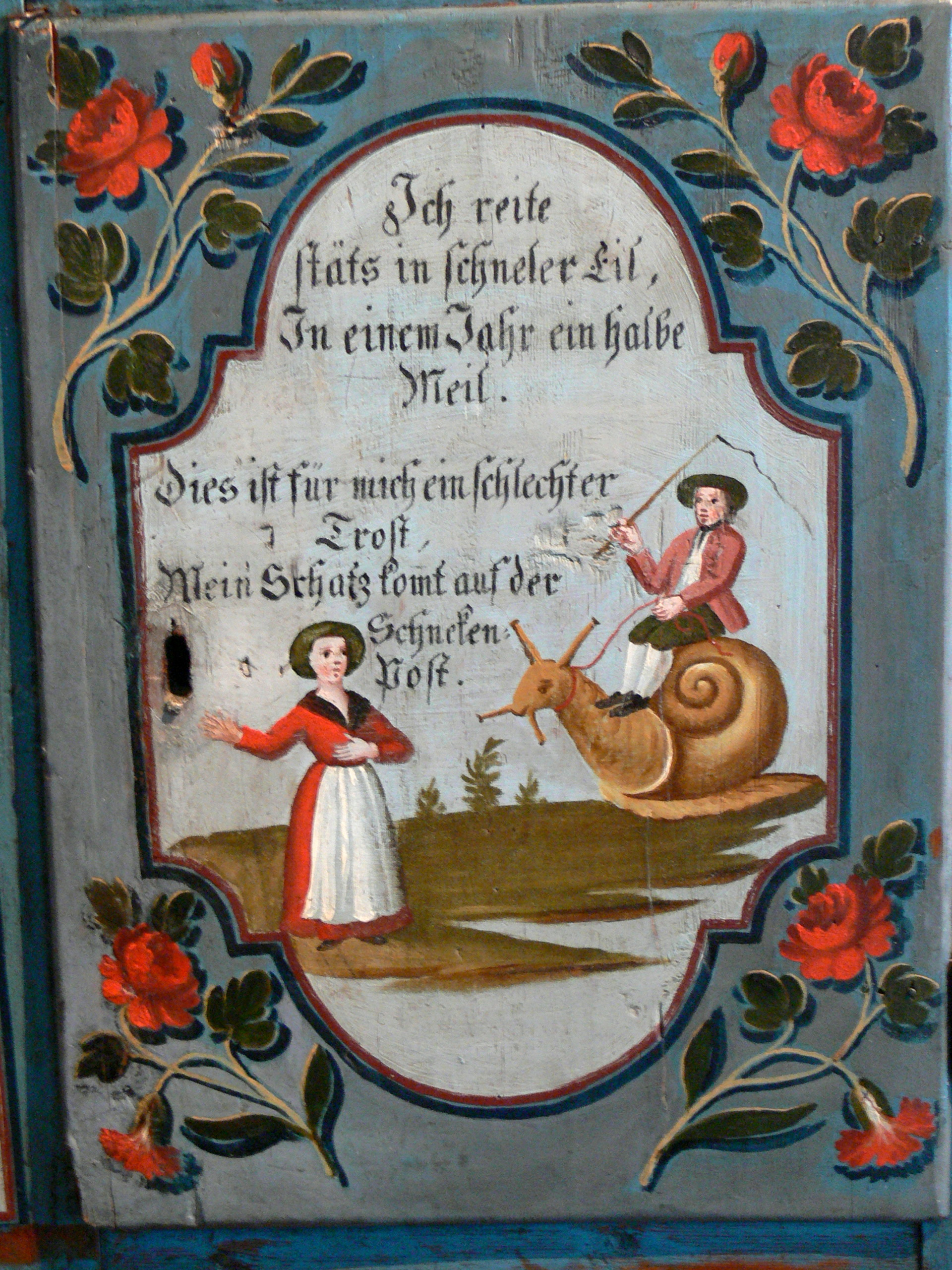
Malerei auf einem Bauernschrank mit der Szene eines jungen Liebhabers, der mit der Schneckenpost zu seiner Geliebten eilt. Museum Schloss Trautenfels, Steiermark.
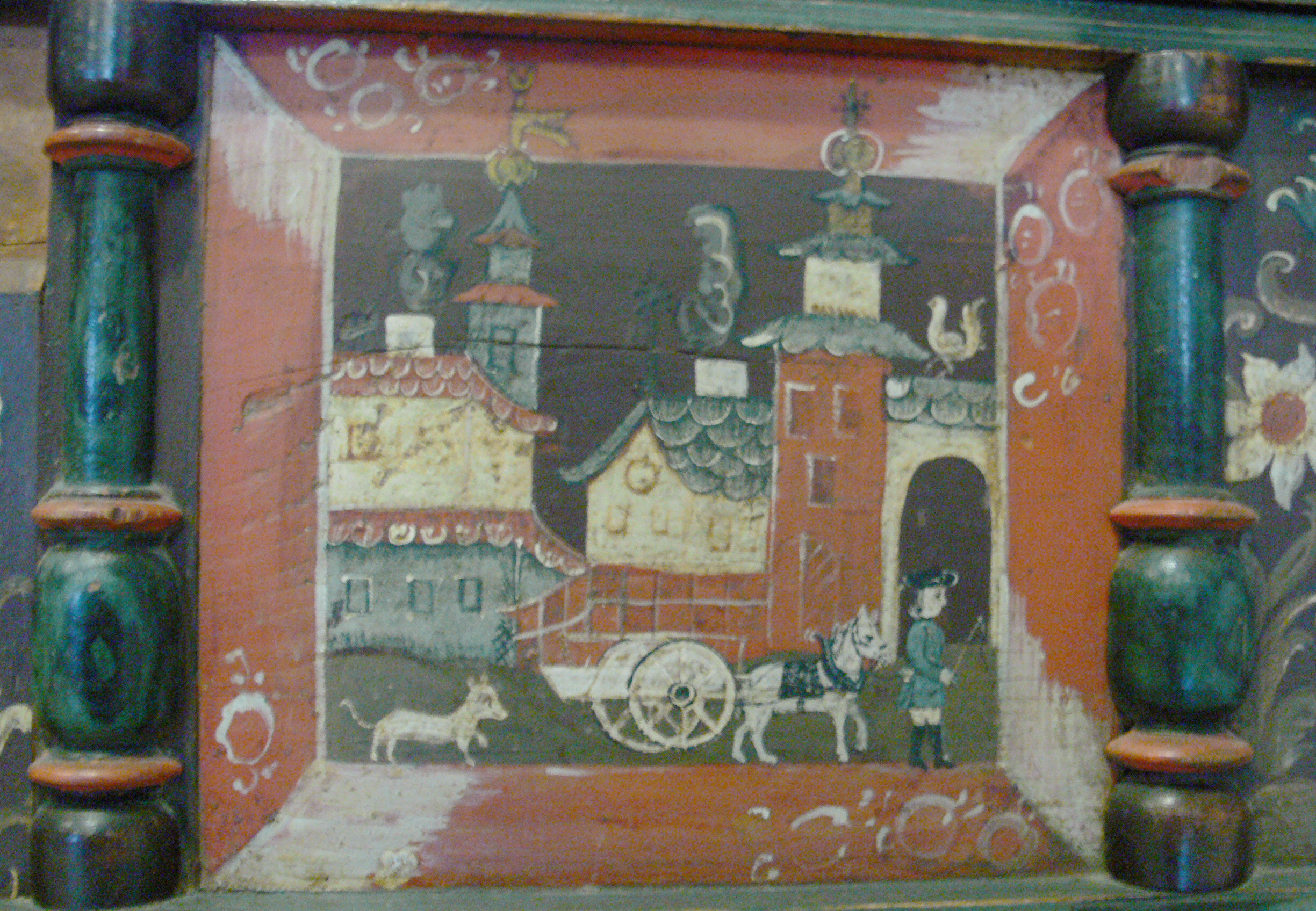
Stadt mit Pferdewagen. Detail einer Möbelmalerei im Museum für Thüringer Volkskunde, Erfurt.
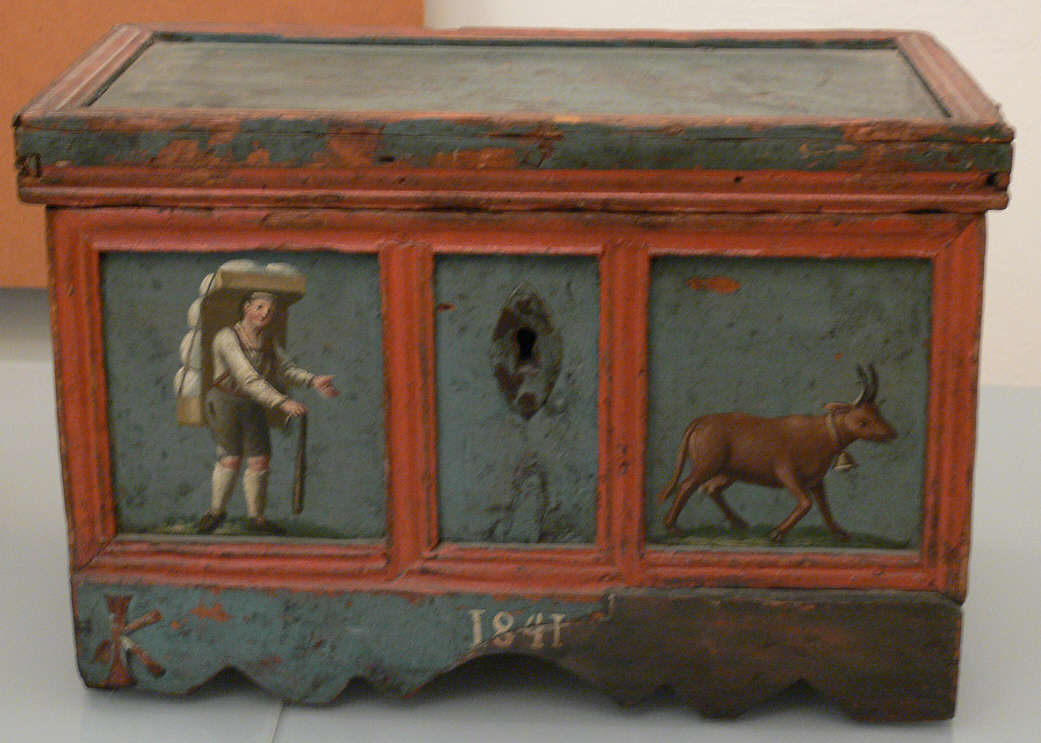
Tiroler Truhe von 1841, wohl aus dem Besitz eines Melkers. Österreichisches Museum für Volkskunde, Wien.
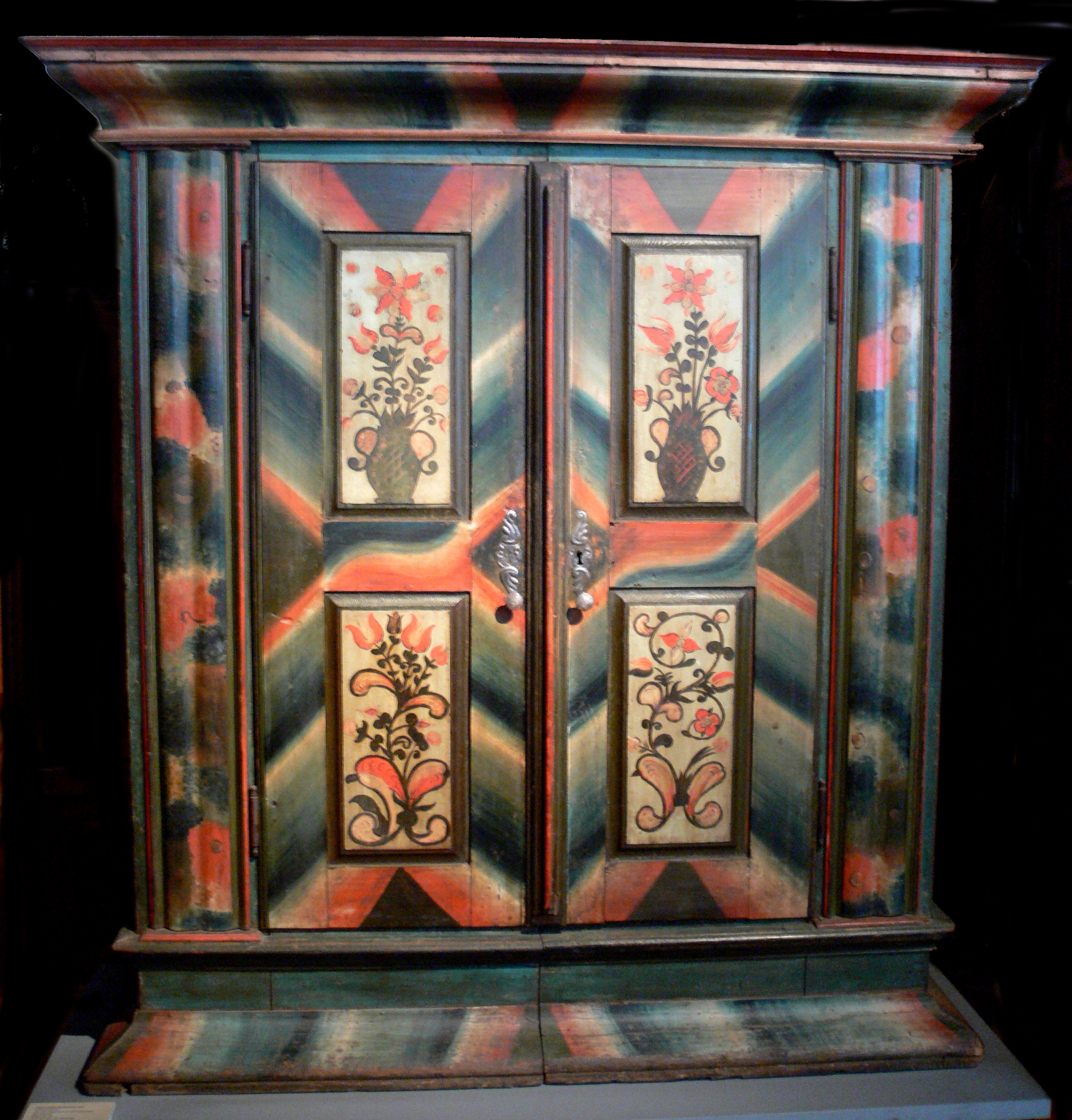
Kleiderschrank aus der Gegend von Oberjettingen, Ende 18. Jahrhundert. Landesmuseum Württemberg, Außenstelle Museum für Volkskultur Waldenbuch.
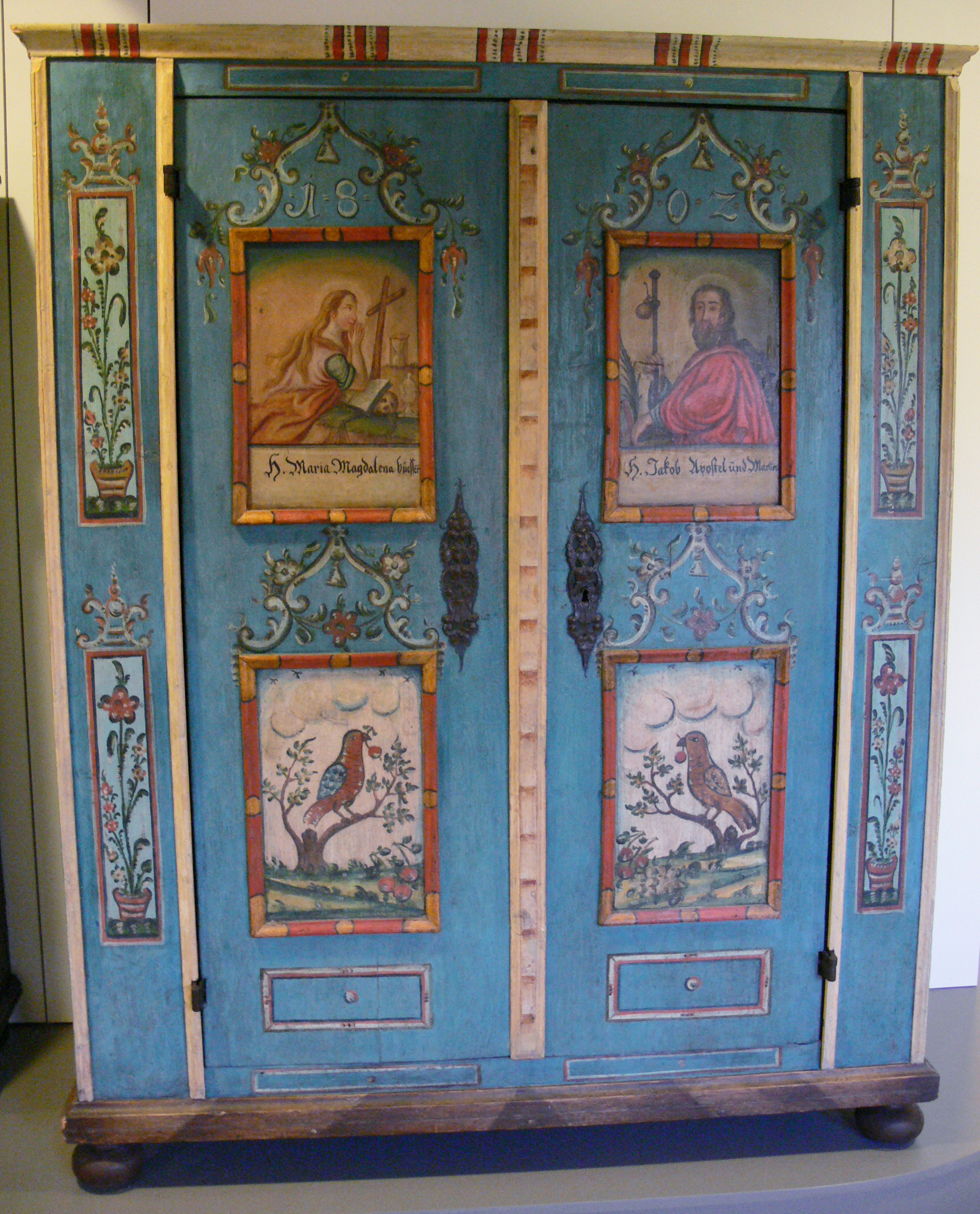
Bemalter Schrank von 1807. Museum für Thüringer Volkskunde, Erfurt.
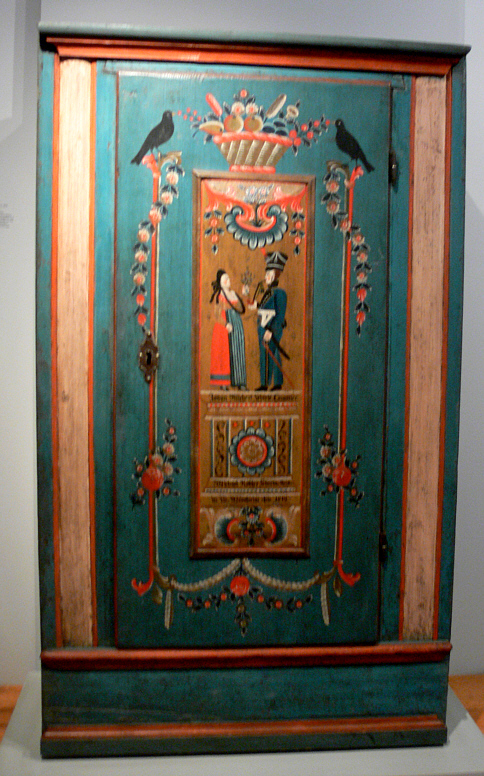
Eintüriger Schrank von 1819. Landesmuseum Württemberg, Außenstelle Museum für Volkskultur Waldenbuch.
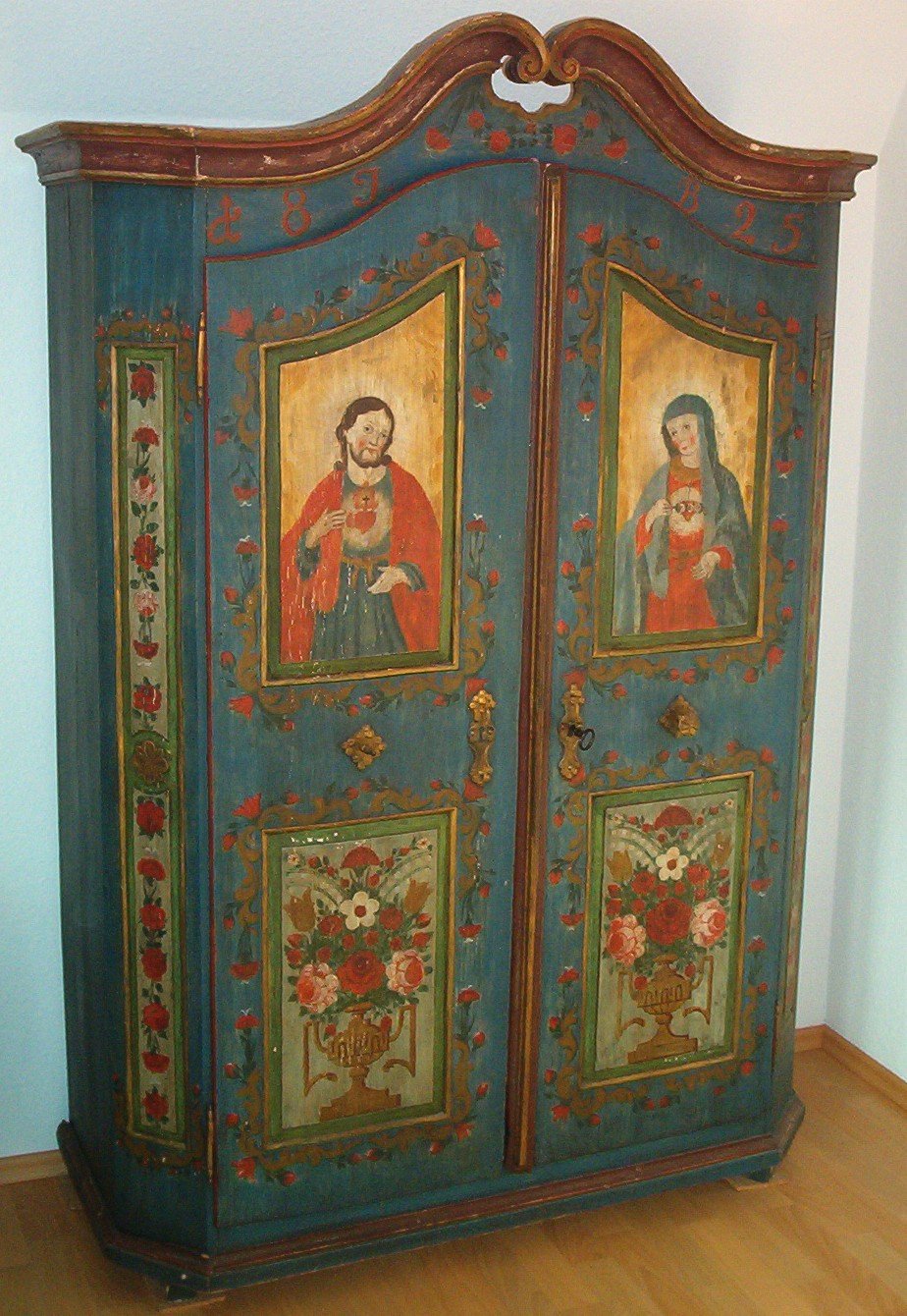
Chiemseer Schrank von 1825.
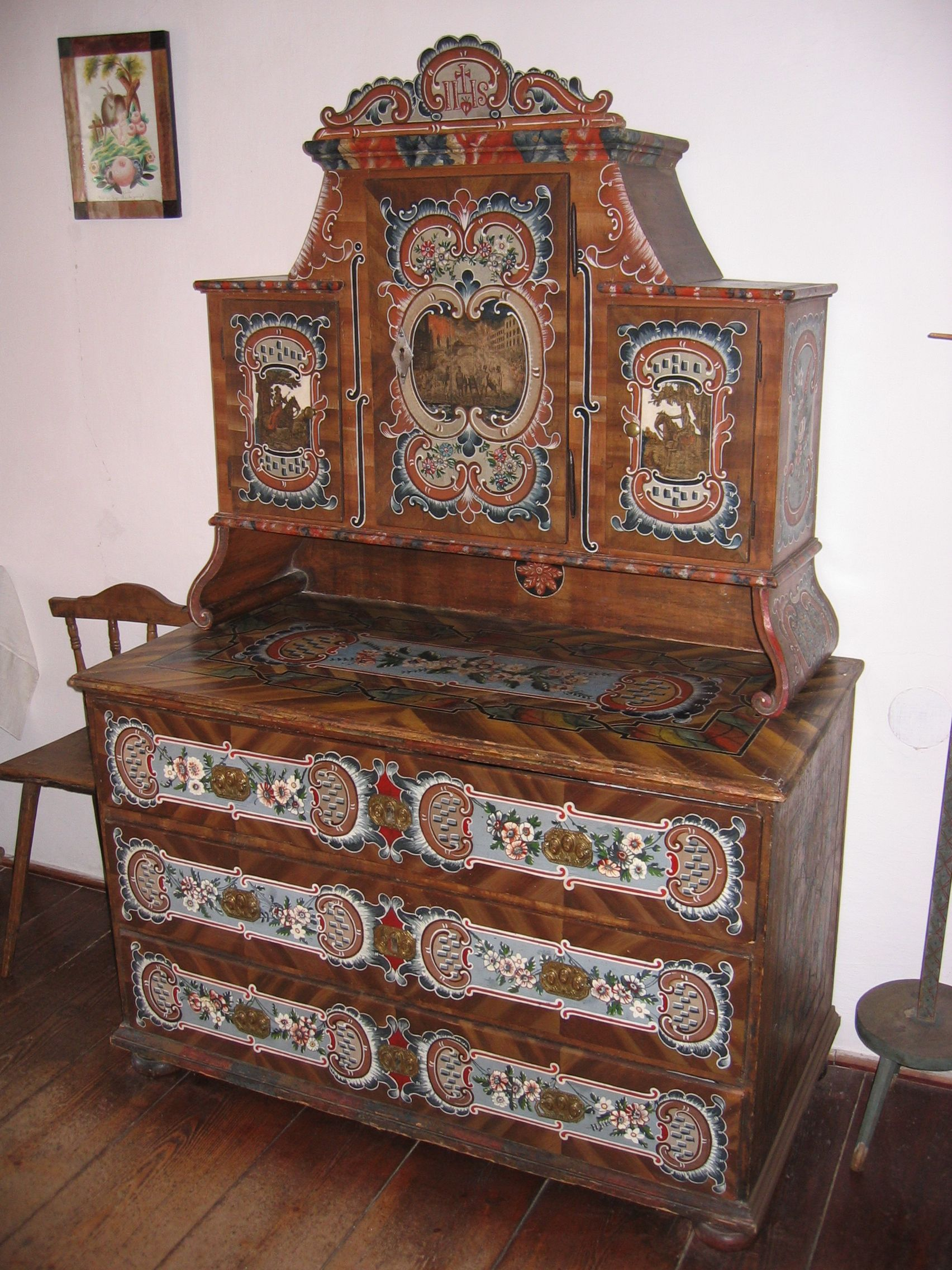
Hirschbacher Bauernkredenz; Mühlviertler Schlossmuseum in Freistadt.

Mit dem Aufkommen reicher verzierter Möbel mit Schnitzereien und exotischen Furnieren ab dem 17. Jahrhundert in höfischen und bürgerlichen Kreisen erwuchs auch im ländlichen Raum der Wunsch nach verzierten Möbeln. Vereinfachungen der Schnitzereien fanden ihren Eingang in die ländliche Möbelherstellung, doch da exotische Furniere weder zur Verfügung standen, noch erschwinglich waren, begann man zunächst diese malerisch nachzuempfinden. Der zunehmend üppiger werdende Formenkanon reichte bald von stilisierten Blumen über Früchte bis zu Ornamenten, Rocaillen und Figuren, die der jeweiligen Stilepoche – wenn auch immer mit einer gewissen Zeitverzögerung – entsprachen. Einer besonderen Beliebtheit erfreuten sich die Rose und die damals noch exotische Tulpe.
Mit Ausnahme von Bayern kam die Bemalung von Möbeln im 19. Jahrhundert weitestgehend zum Erliegen.

### Kleinzeugmalerei

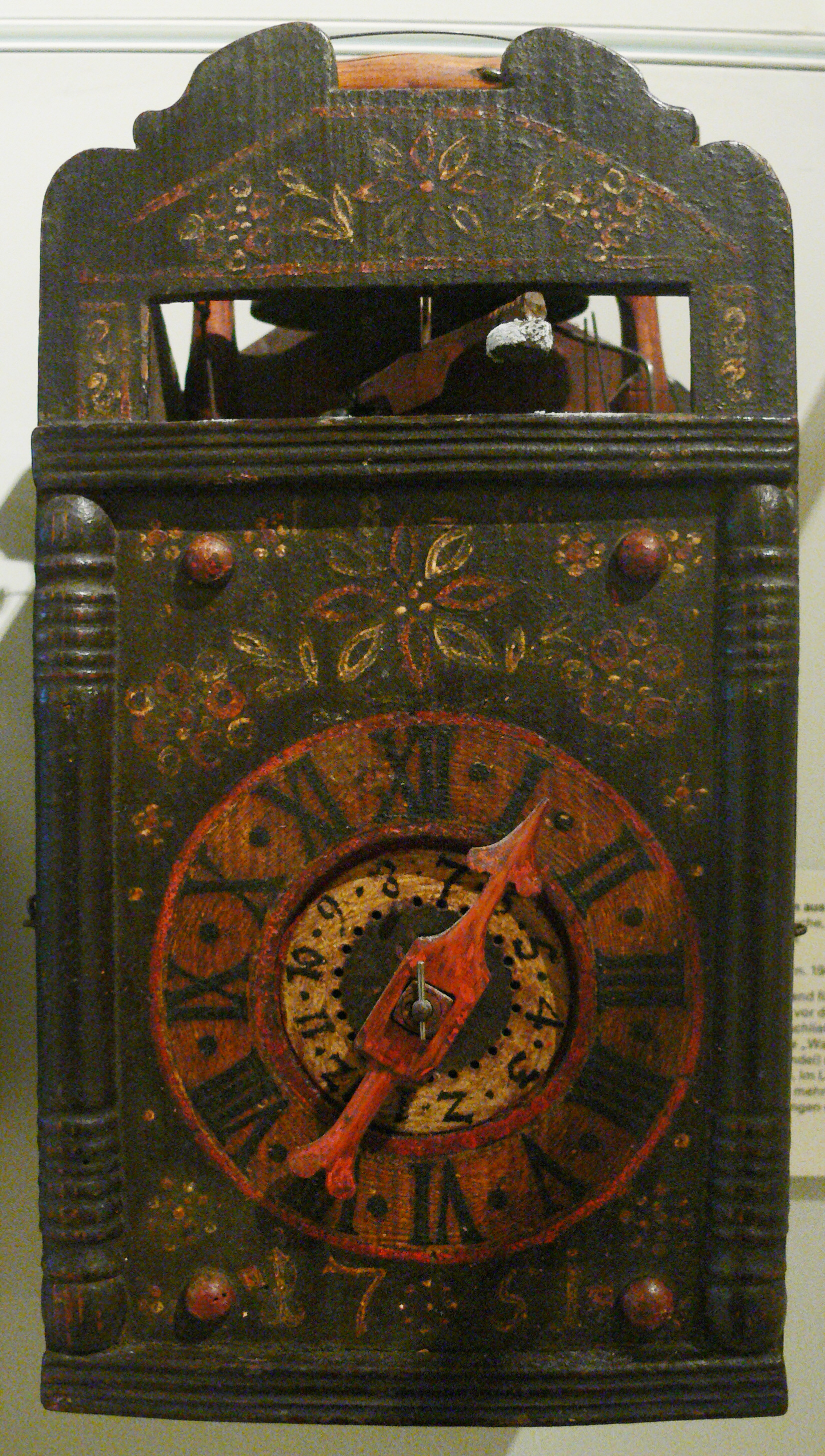
Frühe Uhr aus dem Schwarzwald, 1751. Landesmuseum Württemberg, Außenstelle Museum für Volkskultur Waldenbuch.
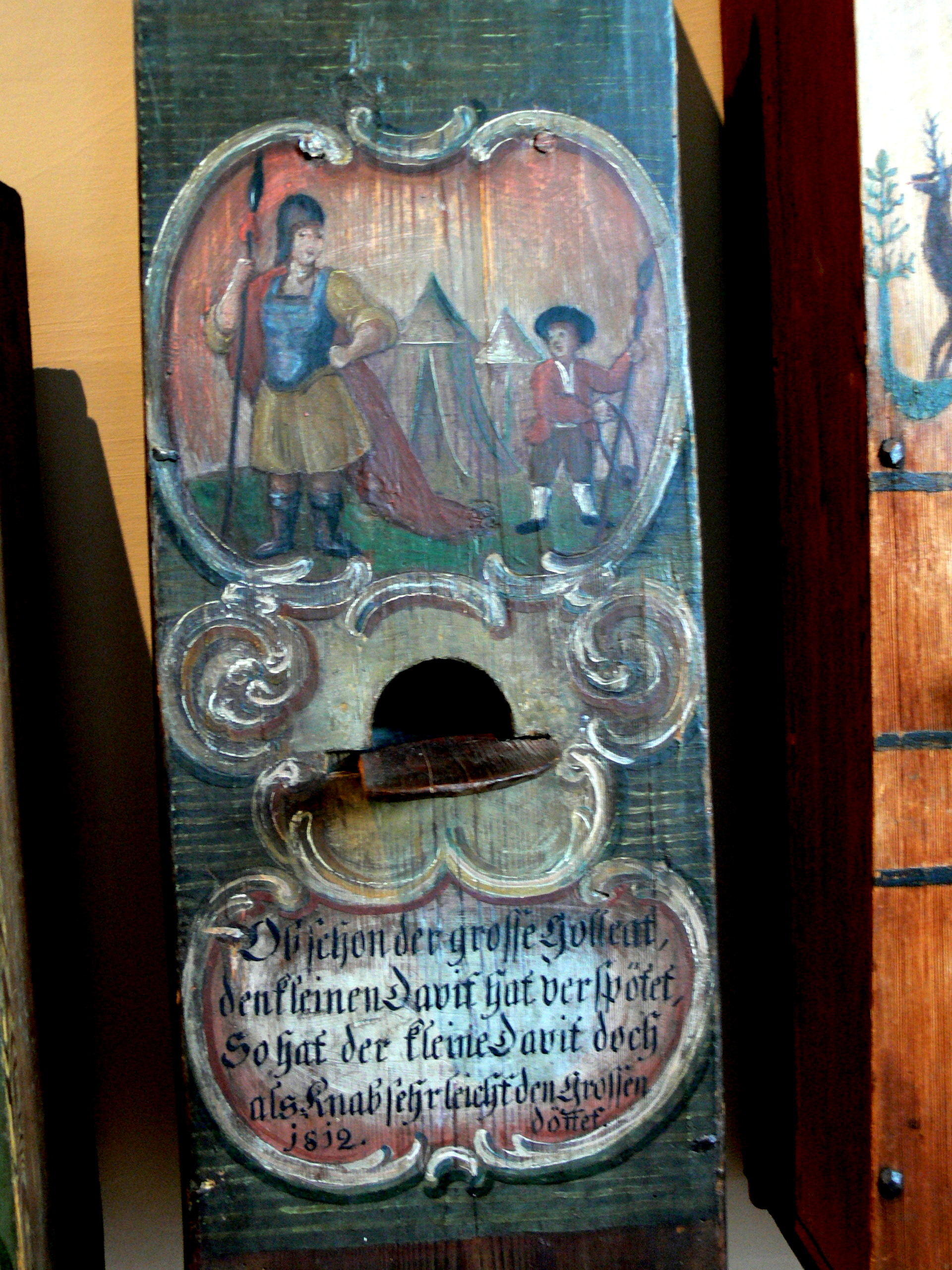
Bienenstock von 1812 mit der Abbildung von David und Goliath. Museum Schloss Trautenfels, Steiermark.
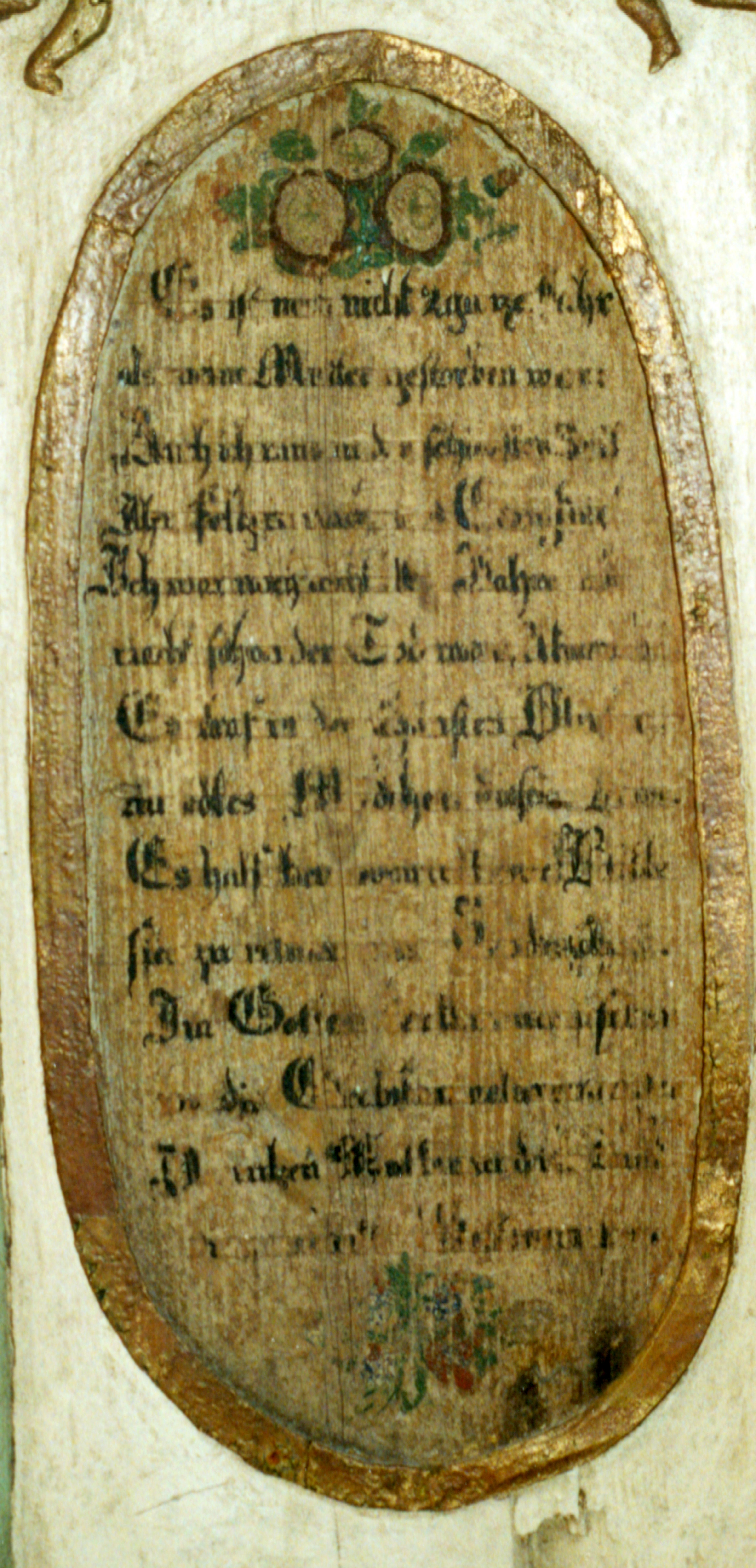
Totenbrett, ca. 1840. Wenigmünchen Kreis Fürstenfeldbruck, Oberbayern.
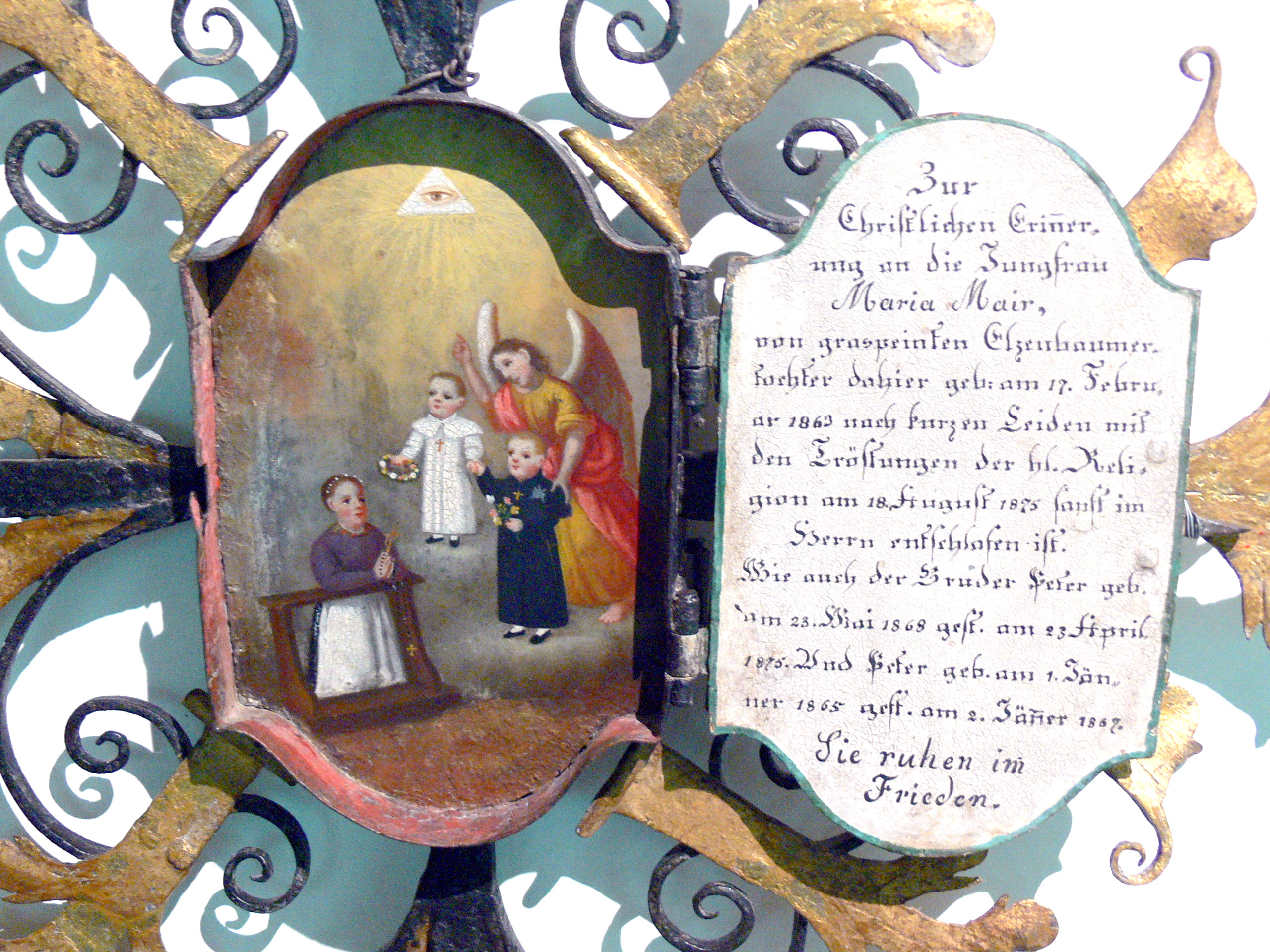
Detail eines eisernen Grabkreuzes von 1875. Volkskundemuseum Dietenheim, Südtirol.
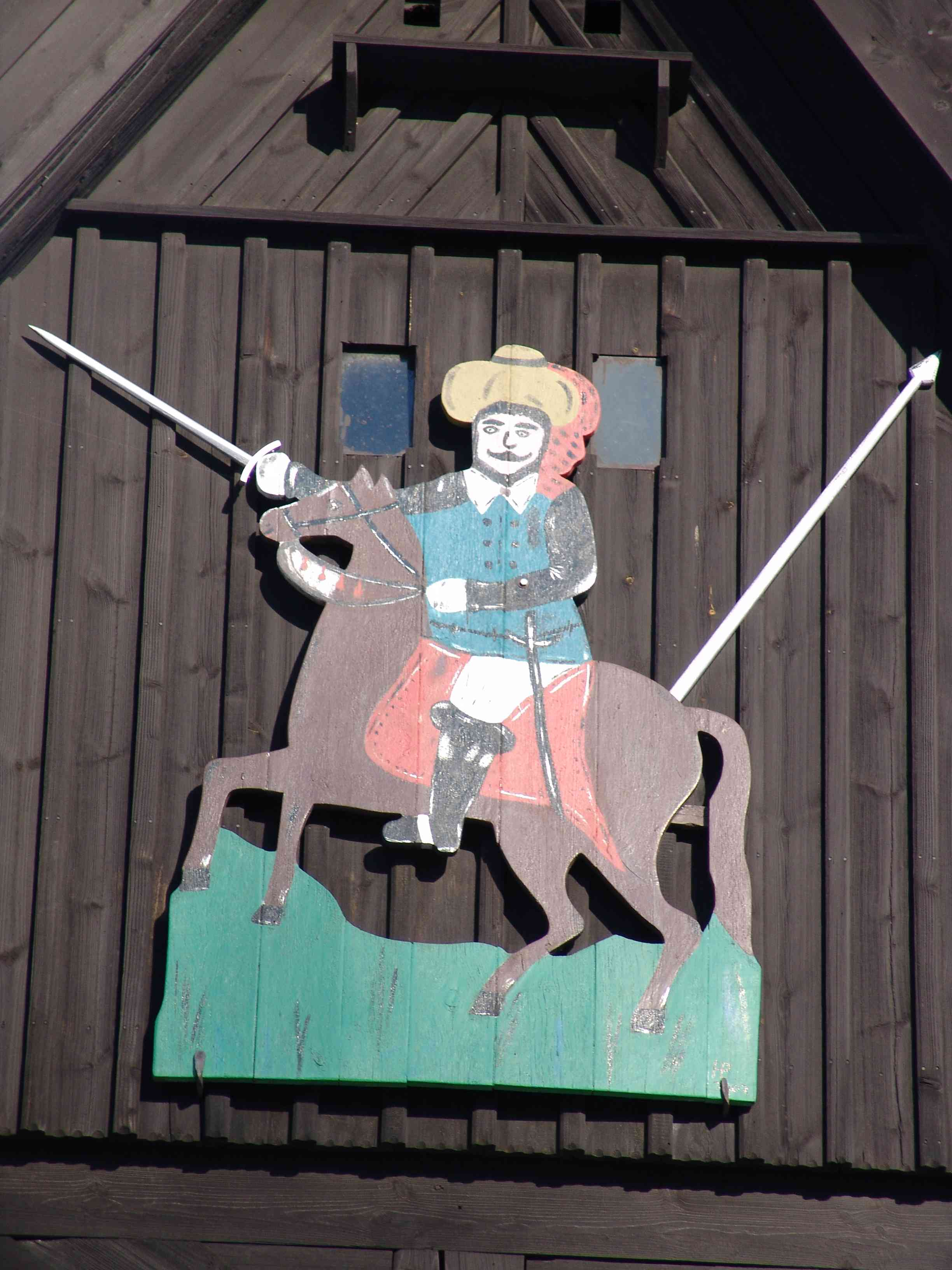
Figur am Reiterhaus in Neusalza bei Spremberg, Sachsen.

Hierunter fallen Schatullen, Hochzeitsschachteln, Holzteller (vgl. Holzmalerei), Schützenscheiben etc. Diese Artikel wurden meist zu Geschenkzwecken hergestellt. Vor allem die Schützenscheiben, aber auch Hochzeits- und ähnliche Teller wurden zunehmend mit szenischer Malerei, oft mit Versen für den zu Beschenkenden versehen. Dieses Kleinzeug trägt am längsten die bäuerliche Handschrift, da es sich dabei weitgehend um Einzelstücke handelt, die oftmals auch auf dem Hof und nicht von einem Schreiner hergestellt wurden.

### Keramikmalerei

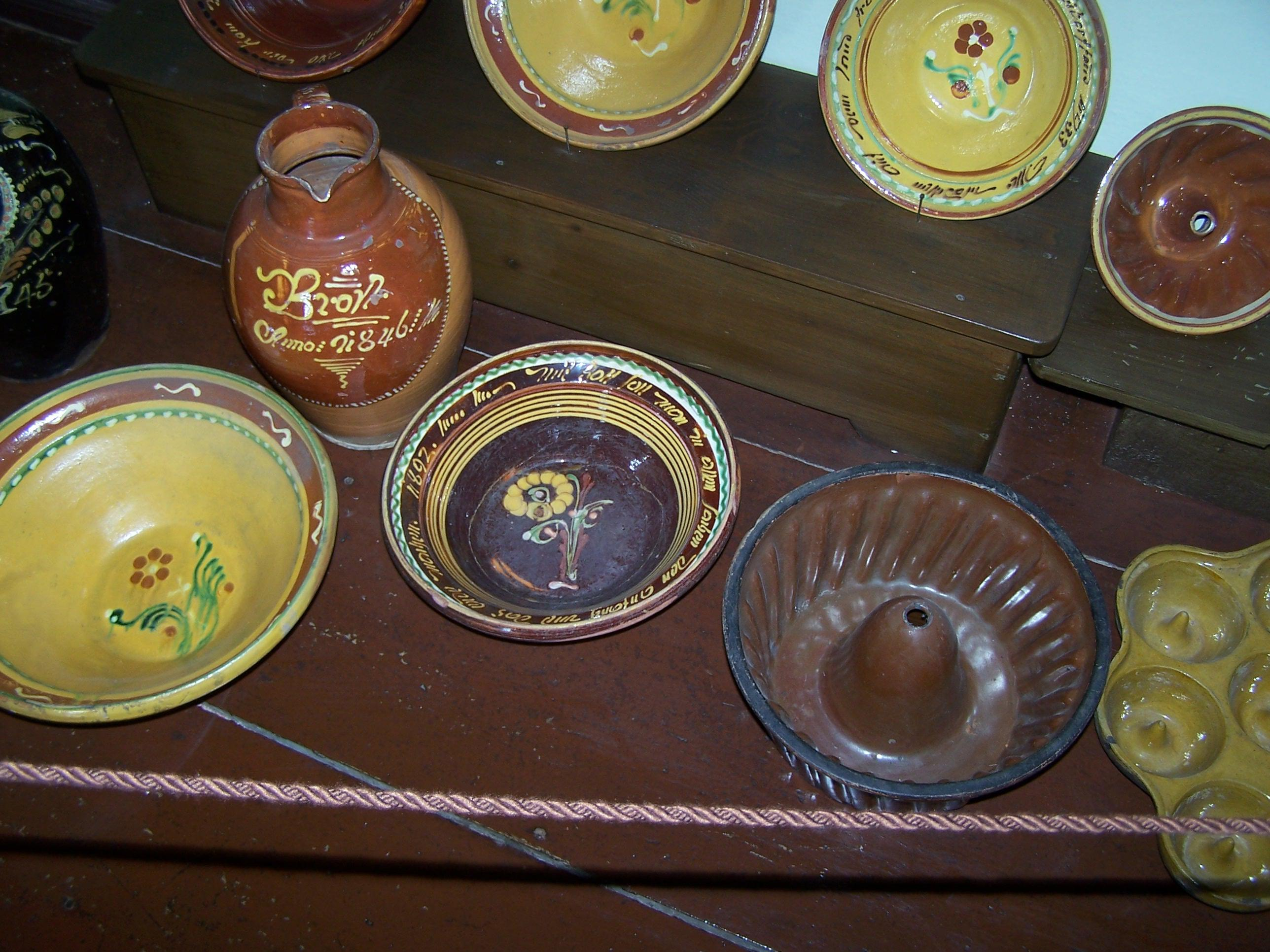
Exponate des Gerstunger Museums, Dauerausstellung zur Werrakeramik.
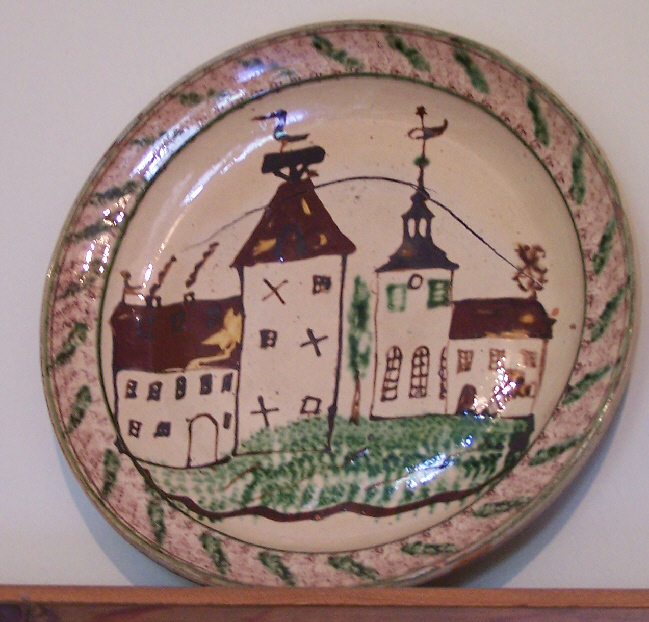
Teller aus dem Gerstunger Museum, Dauerausstellung zur Werrakeramik.
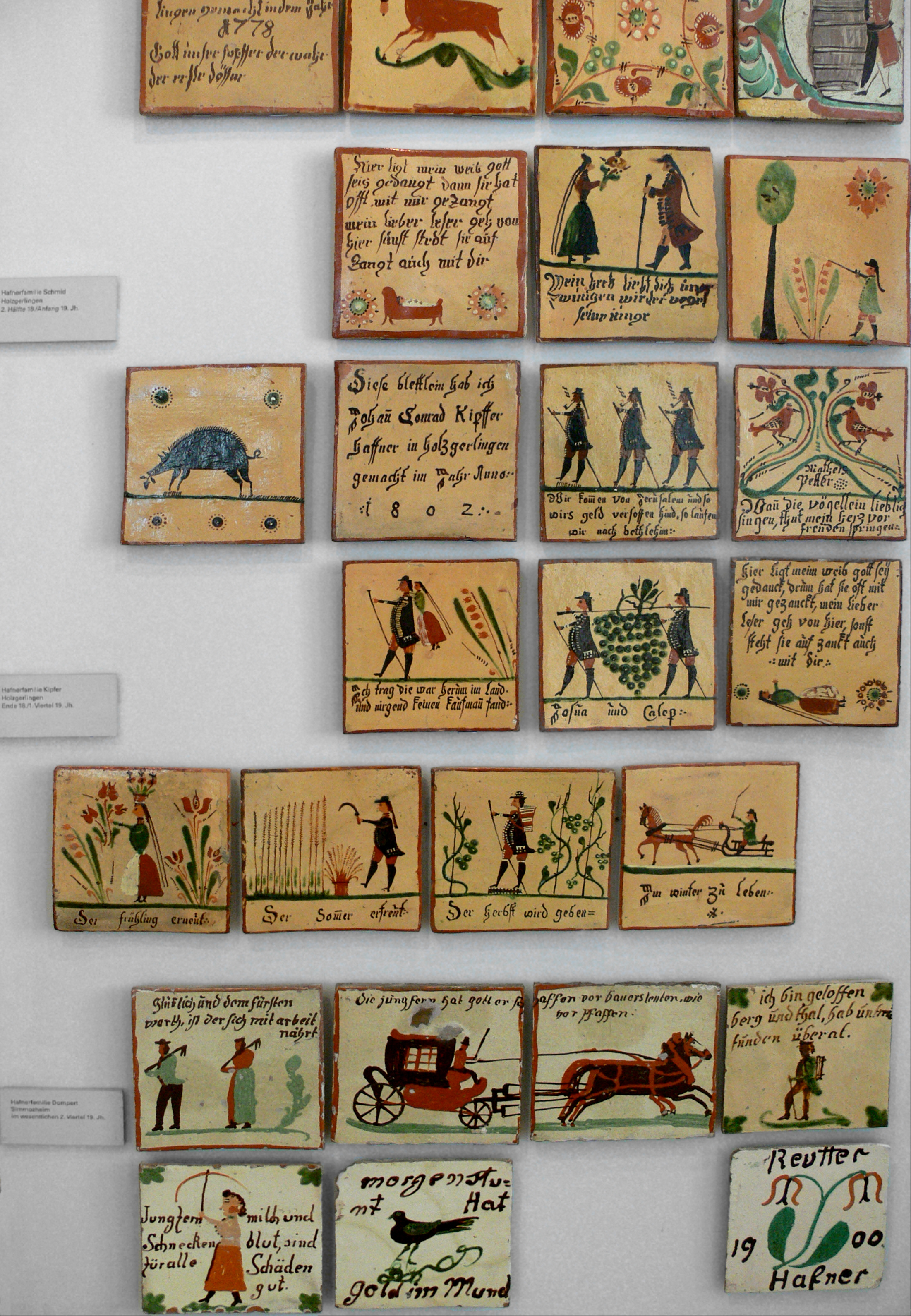
Ofenwandplättchen aus Württemberg. Landesmuseum Württemberg, Außenstelle Museum für Volkskultur Waldenbuch.
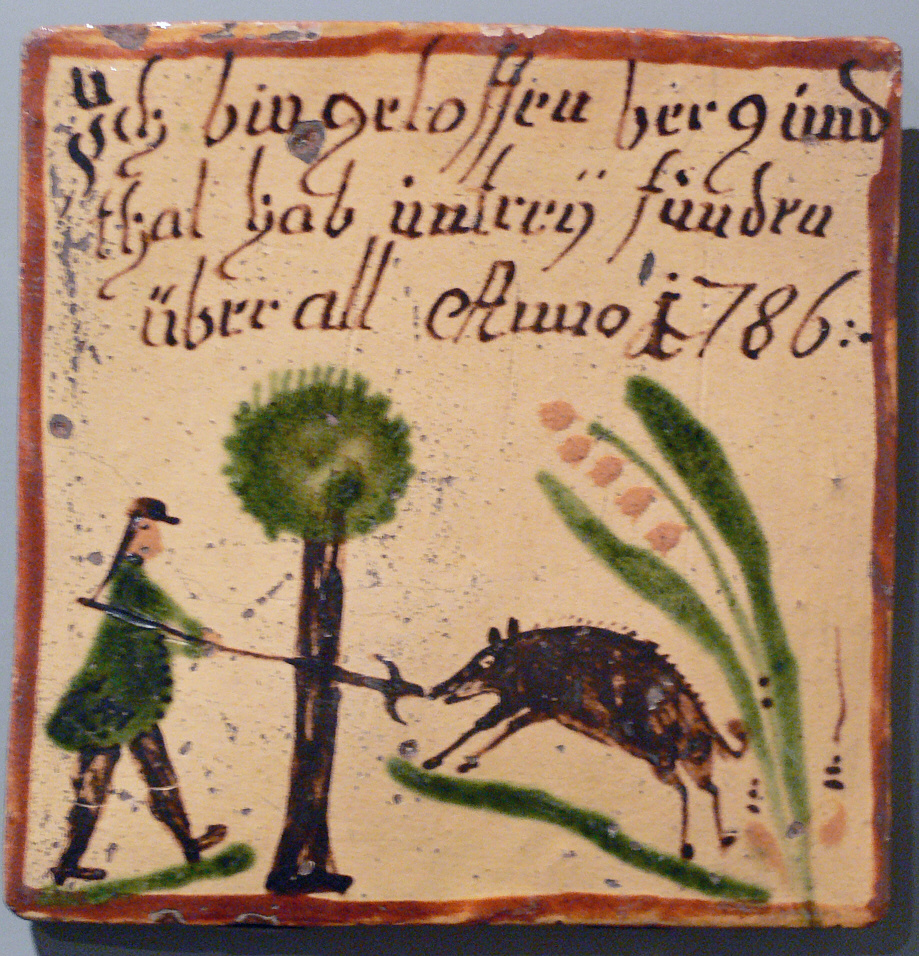
Ofenwandplättchen, Württemberg 1786. Landesmuseum Württemberg, Außenstelle Museum für Volkskultur Waldenbuch.

Bis zum Ausgang des Mittelalters waren die irdenen Gebrauchsgegenstände des ländlichen Haushalts meist nur farblos glasiert, ihre Grundfarbe war die Farbe der Tonvorkommen vor Ort. Auch hier begannen erste Verzierungen wie Wülste oder Ritzmotive zunächst aus dem Material heraus zu entstehen. Ab dem 17. Jahrhundert begannen die Töpfer, bessere Stücke mit einfachen Linien, Wellenbändern oder Tupfenornamenten zu bemalen, bald kamen auch hier die traditionell überlieferten Motive zum Einsatz. Sie zeichnen sich durch schlichte Formen, schlichte Ornamente und die Verwendung weniger, regional vorkommender Erdfarben aus. Ab dem 18. Jahrhundert sind aufwändiger bemalte Einzelstücke bekannt, z. B. Taufteller, Hochzeitsteller oder Hochzeitskrüge, oft mit sinnigen Sprüchen, Jahreszahlen und den Namen der zu beschenkenden versehen. Für eine größere farbigere Ausgestaltung bedurfte es wie bei der Möbel- und Kleinzeugmalerei des Zukaufs von Farbpigmenten über Händler. In Orten mit guten Tonvorkommen bildete sich ab dem 19. Jahrhundert regelrechte Töpferindustrien, die ihre Produkte zunächst über fliegende Händler regional und überregional vertrieben, sodass es hier zu einem Wandel weg von der bäuerlich-handwerklichen hin zur manufakturmäßigen Herstellung und Bemalung kam. Durch das Aufkommen der Volkskunstbewegung ab den 1920er Jahren haben sich etliche landschaftstypische Keramikmalereien als mehr oder weniger handwerkliches oder fabrikmäßiges Kunstgewerbe für Touristen heute erhalten, z. B.
- Hessen: Marburger Keramik,[3]
- Rheinland-Pfalz: Kannebäcker Land um Höhr-Grenzhausen[4]
- Thüringen: Bürgeler Keramik[5]
- Elsass: Zentren der elsässischen Töpferkunst sind Betschdorf und Soufflenheim
- Schlesien: Bunzlauer Schwämmelware (auch in der Lausitz)[6]

### Wandmalerei (Lüftelmalerei)
Fassadenmalerei an Bauernhäusern war vor allem im südlichen Bayern und teilen Österreichs üblich. Im norddeutschen ländlichen Raum kommt sie höchst selten vor, was zum einen an der Ausführung der Außenwände liegt (unverputzte gebrannte Ziegel eignen sich nicht dafür), zum anderen stehen sie in Verbindung mit der landesherrschaftlichen Religion, d. h. gerade die üppigen Darstellungen von sakralen Motiven sind ein Monopol katholischer Regionen.

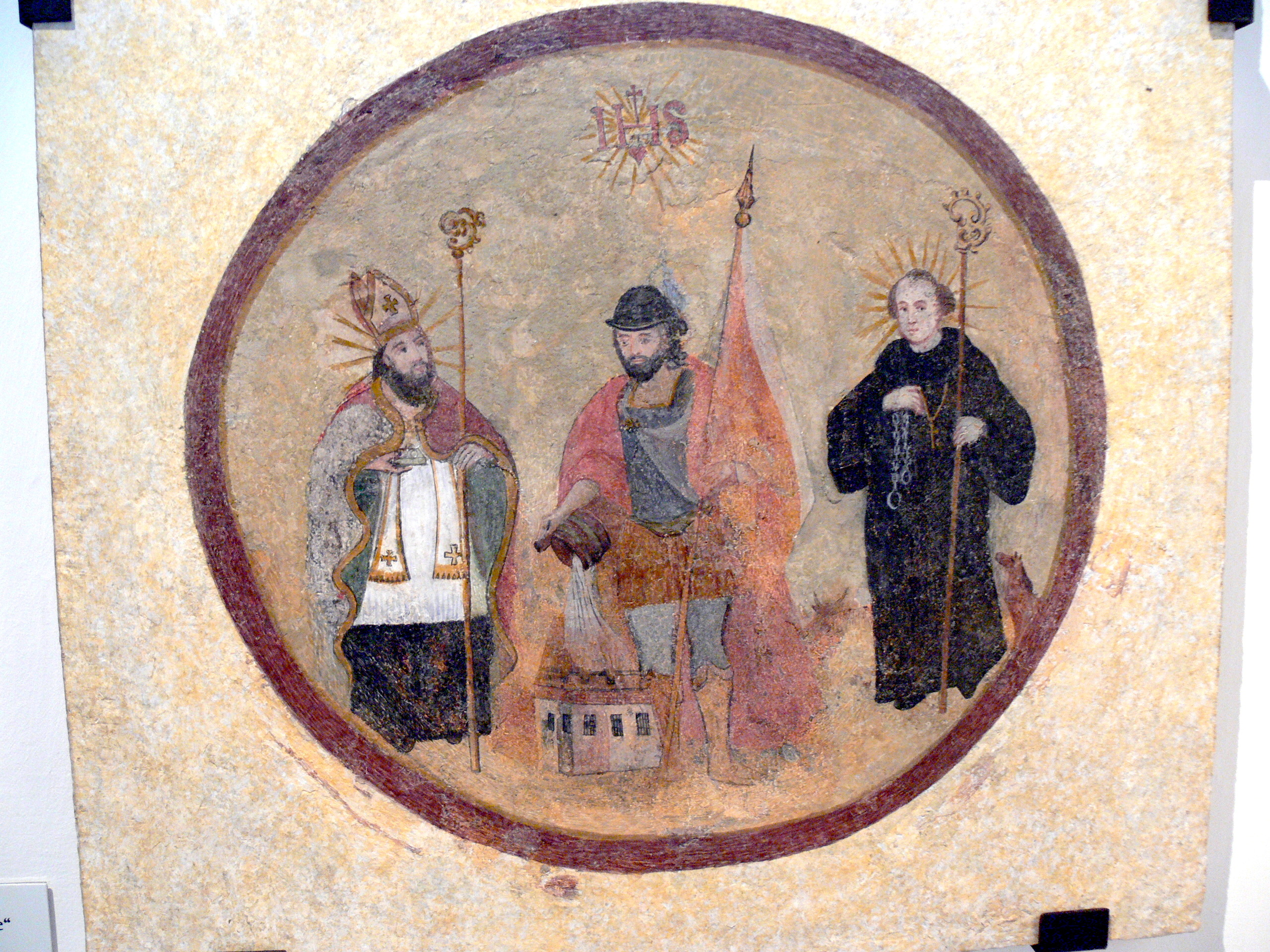
Untergrimming bei Pürgg, Steiermark: Die Heiligen Nikolaus, Florian und Leonhard.
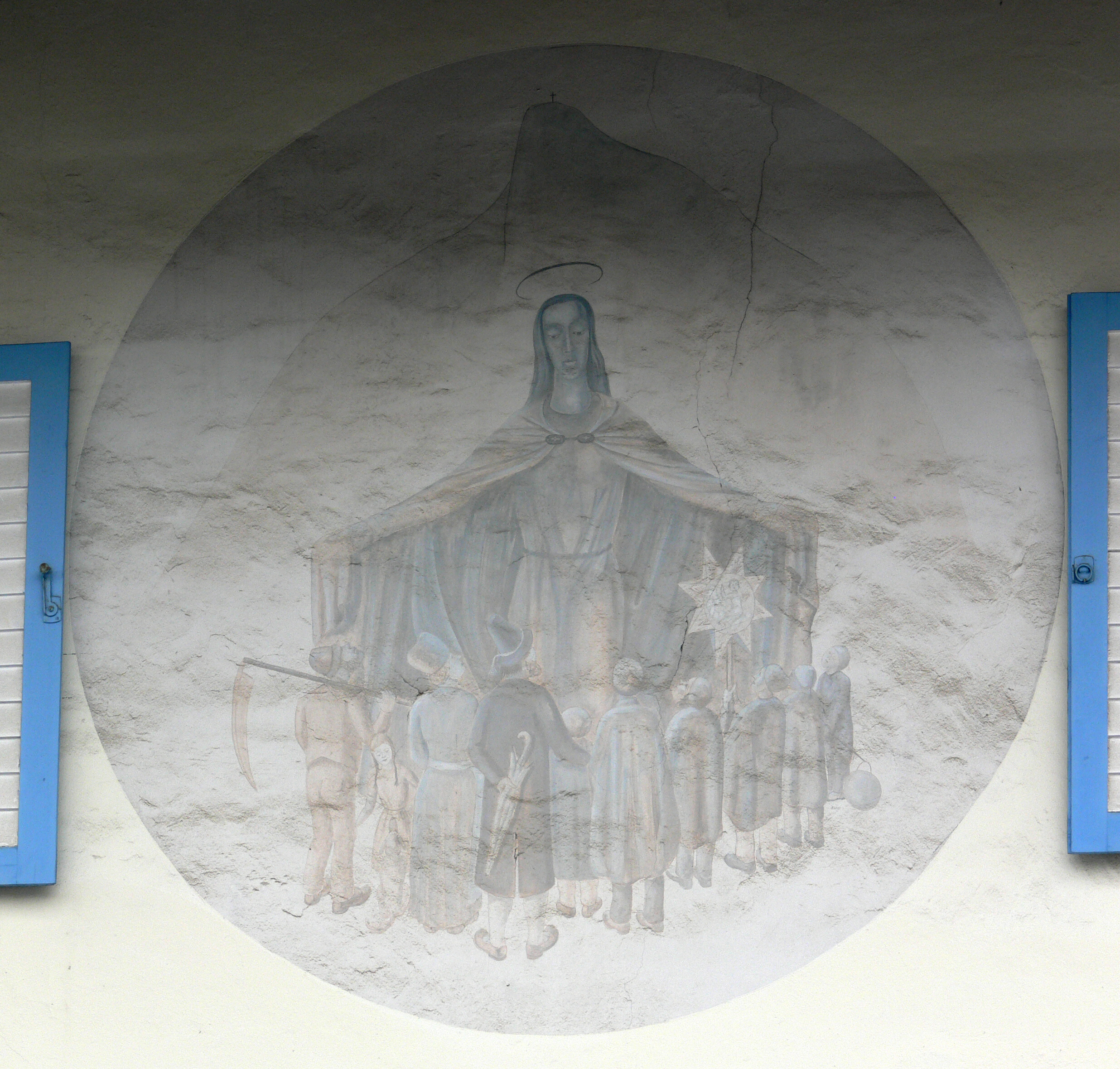
Oberammergau: Schutzmantelmadonna.
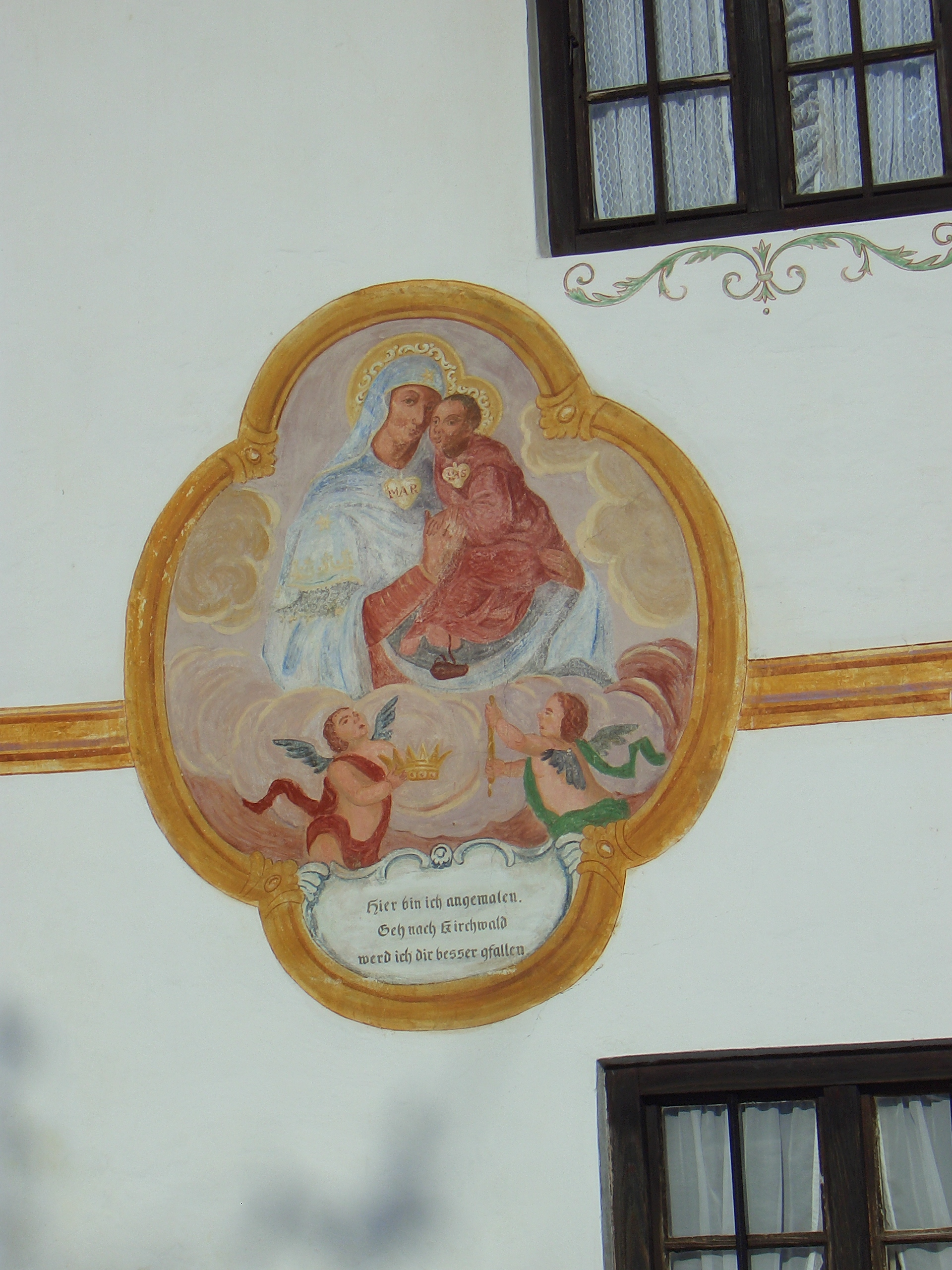
Samerberg, Lkr. Rosenheim: Malerei aus dem 18. Jahrhundert.

Zunächst von ortsansässigen handwerklichen Malern ausgeführt wurden schon ab dem 18. Jahrhundert professionelle Maler, oftmals Wandermaler, damit beauftragt. Diese Bemalung konnten sich nur wohlhabende Hofstellen leisten, sodass diese bzw. ihre Üppigkeit nicht nur in kunsthistorischem, sondern auch in sozialem Kontext zu sehen sind. Obenstehende Beispiele zeigen die qualitative Abstufung von nativer zu professioneller Malerei.

### Kirchenmalerei

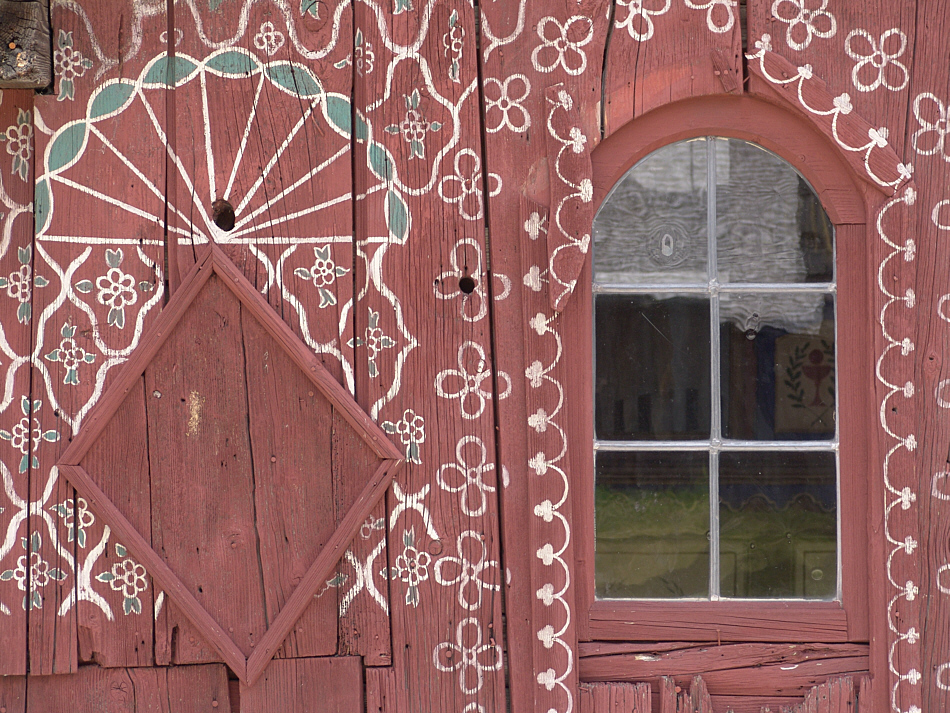
Dorfkapelle im Freilichtmuseum Tittling, Bayern.
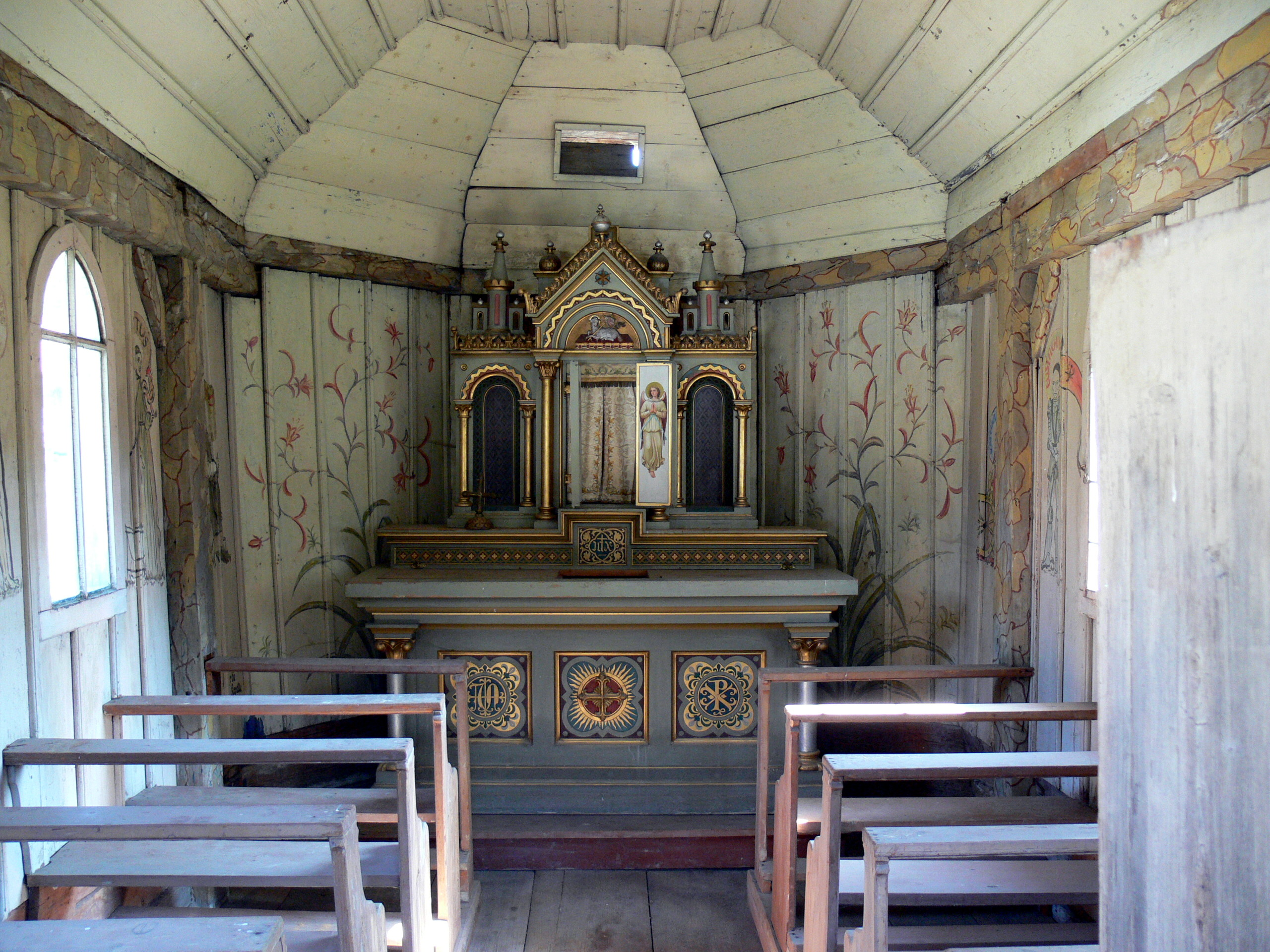
Inneres der Dorfkapelle Tittling mit neugotischem Altar.
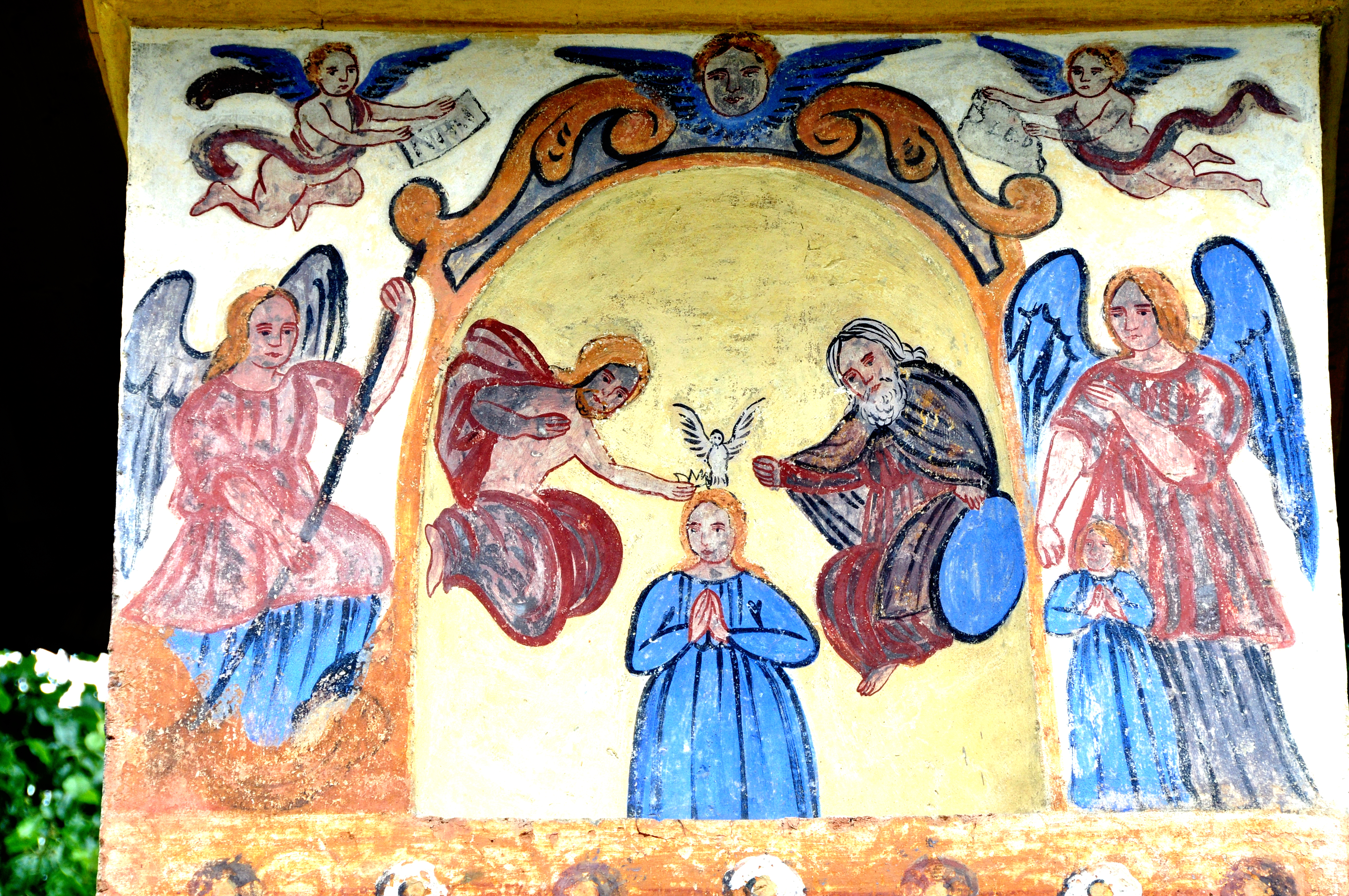
Dreifaltigkeits-Malerei auf einem Bildstock („Polzerkreuz“ von 1680 in Leisbach, Gemeinde Keutschach am See, Kärnten).

Die Innenbemalung von Kirchen auch im ländlichen Raum wurde schon früh professionellen Malern übertragen. Viele ursprünglich noch von begabten Malern vor Ort ausgestaltete Kirchlein wurden vor allem in der Zeit des Barocks und des Rokoko umgebaut und professionell übermalt oder wegen Baufälligkeit abgerissen und durch Neubauten ersetzt. Nur wenige Kirchen mit einer frühen regionaltypischen Laienausmalung sind noch erhalten. Bei den schlichten protestantischen Dorfkirchen der nachreformatorischen Zeit beschränkte sich die Bemalung der Innenausstattung meist auf einen rein handwerklichen Anstrich der Emporen und des Gestühls.
Oft waren es Wandermaler, die das Innere von ländlichen Kirchen und Synagogen ausschmückten, z. B. der polnische Wandermaler Eliezer Sussmann die Synagogen in Unterlimpurg und Georgensgmünd. Auch betätigten sich ganze Familien als Wandermaler, wie etwa die der Baschenis aus dem bergamaskischen Dorf Averara, die zwischen 1450 und 1550 im westlichen Trentino eine große Anzahl von Kirchen ausschmückten.
In weitaus größerer Zahl findet man dagegen im katholischen süddeutschen und alpenländischen Raum sogenannte Bildstöcke und Kreuzwegstationen oder kleine Weg- und Hofkapellen. Zwar wurden auch diese oft von Wandermalern ausgestattet, doch findet man hier reichliche Beispiele, deren Darstellungen keine Auftragsarbeit, sondern von ihrem Stil her der bäuerlichen Malerei zuzuordnen sind.

### Votivmalerei

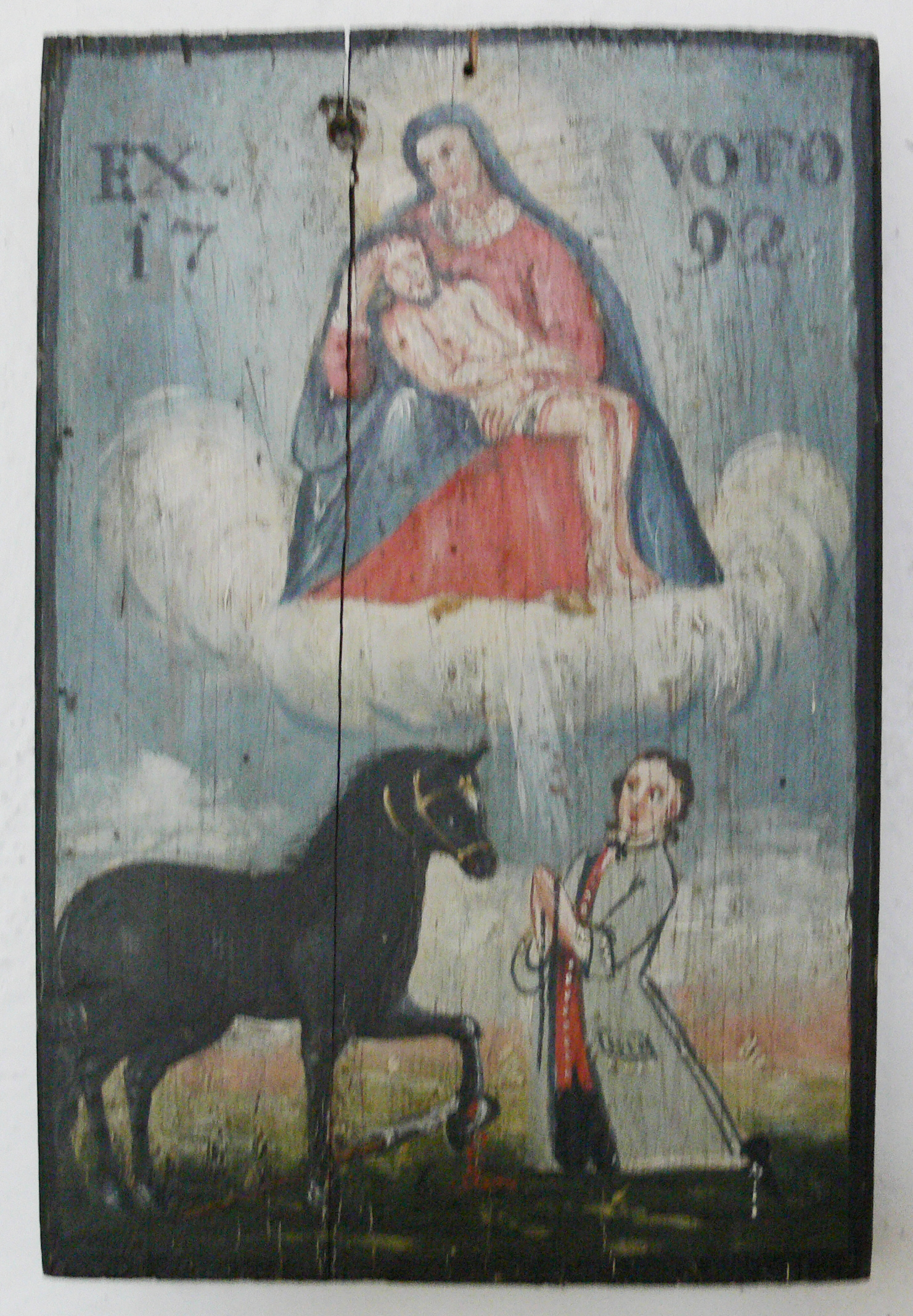
Votivbild von 1792 in der Wallfahrtskapelle Fronreute-Staig, Baden-Württemberg.
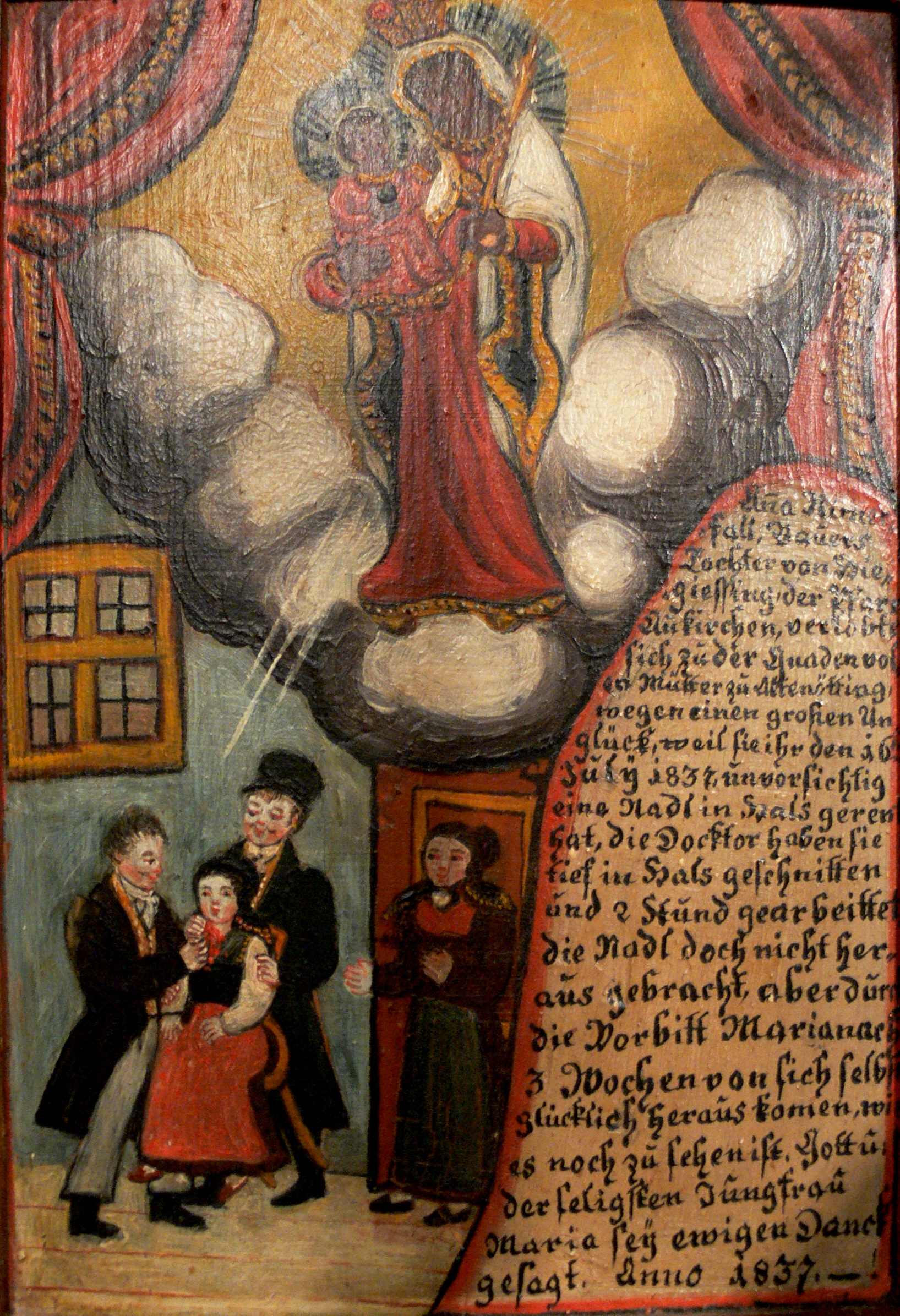
Votivbild von 1837 mit der Schwarzen Madonna von Altötting. Museum Europäischer Kulturen, Berlin.
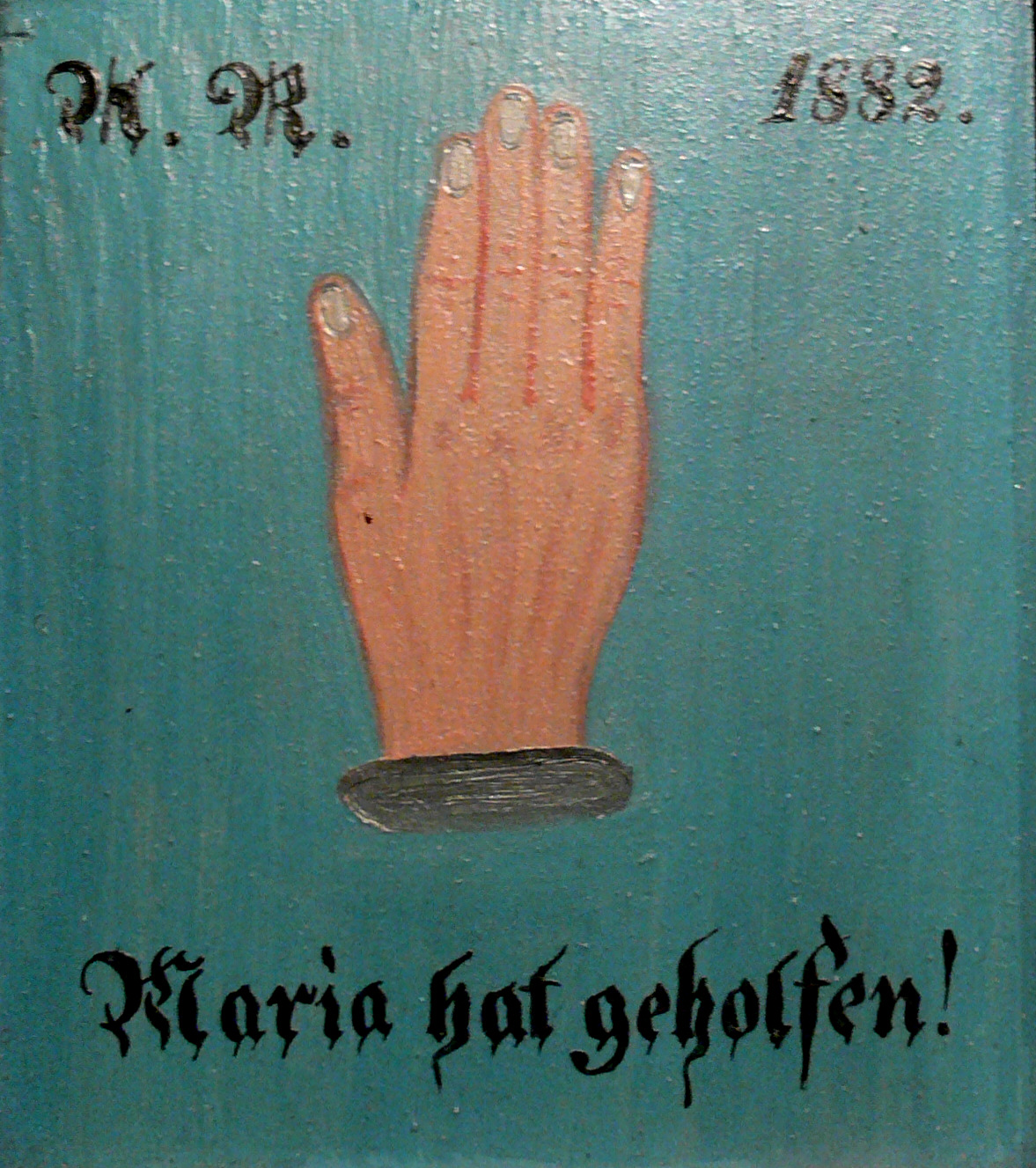
Votivbild von 1882 „Maria hat geholfen!“ Museum Europäischer Kulturen, Berlin.
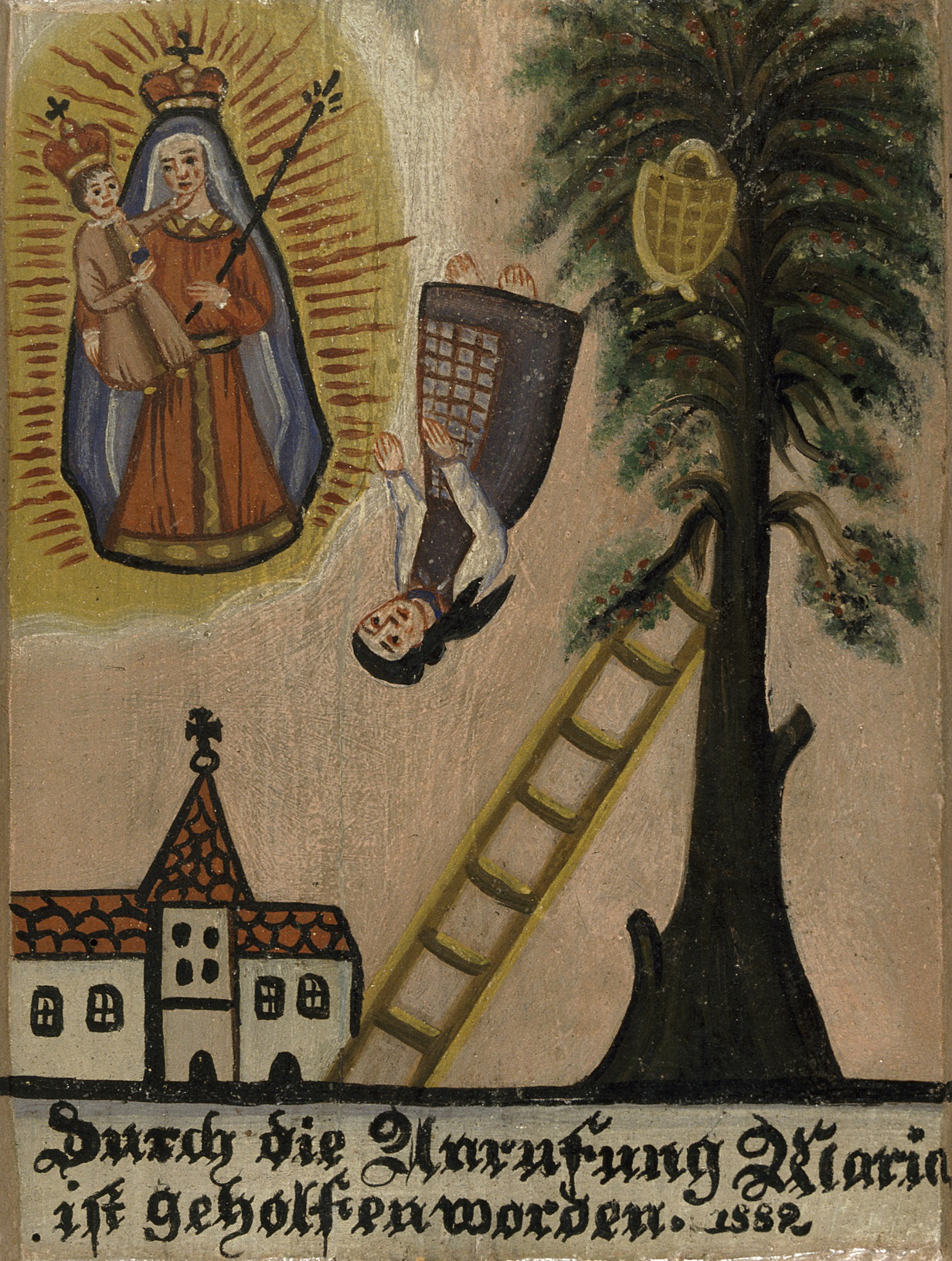
Votivtafel aus Pilgramsberg von 1882 im Museum Kloster Asbach, Zweigmuseum des Bayerischen Nationalmuseums.

Das Votivbild ist eine reine Erscheinung katholischer Gegenden, auch von der Französischen Revolution wurde es verboten. Es ist eine Dankesgabe – in der Frühzeit einfach, später mit Allegorien des fürsprechenden Heiligen versetzt – und stellt immer ein persönliches Erlebnis des Spenders dar, welches durch die Fürsprache Gottes oder eines Heiligen gut ausgegangen ist.
Der Brauch der Votivbilder scheint aus Italien gekommen zu sein. Die ältesten Votivbilder finden sich in Morbio Inferiore im Tessin und stammen vom Anfang des 16. Jahrhunderts. Von dort aus verbreiteten sie sich ab dem 17. Jahrhundert in den katholischen Gegenden des alpenländischen Raumes. Ursprünglich von den Dankenden oder begabteren Nachbarn selbst gemalt, siedeln sich ab dem Ende des 17. Jahrhunderts in vielen großen Wallfahrtsorten Freiluftmaler an, die auf Bestellung den Dank des Gläubigen malen, sodass hier ein Übergang in die meist nicht-akademische, sondern nach wie vor laienhaft professionalisierte, vor allem aber recht stereotype Malerei erfolgte. Eine umfangreiche Sammlung von Votivbildern besteht im Bayerischen Nationalmuseum in München.

### Hinterglasmalerei

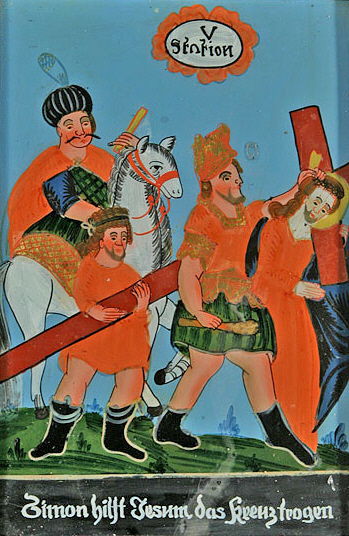
Kreuzwegbild (5. Station), Hinterglasmalerei aus dem 19. Jahrhundert.
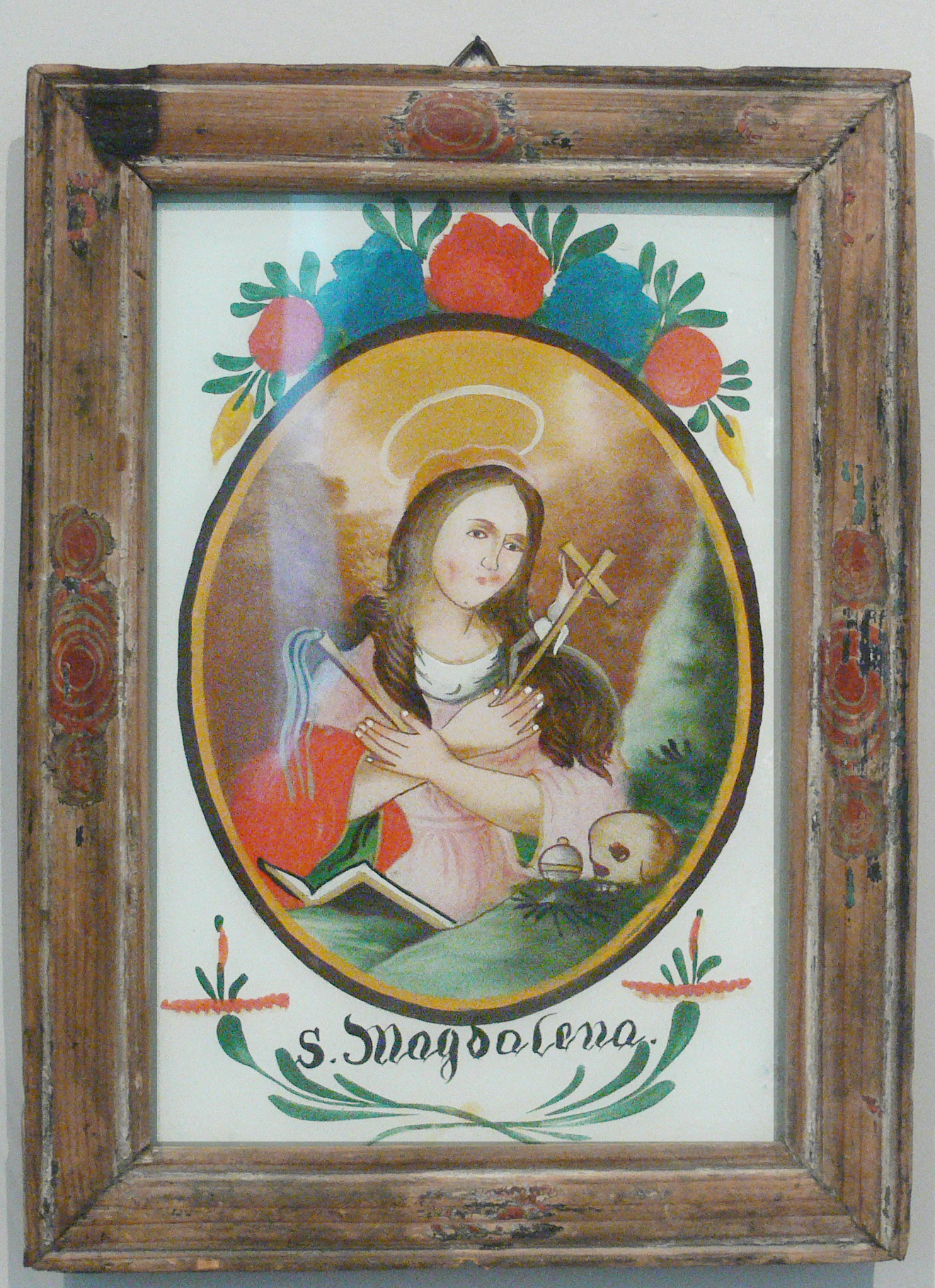
„Maria Magdalena als Büßerin“, Oberammergau 1. Hälfte 19. Jahrhundert. Landesmuseum Württemberg (Außenstelle Museum für Volkskultur in Württemberg, Waldenbuch.
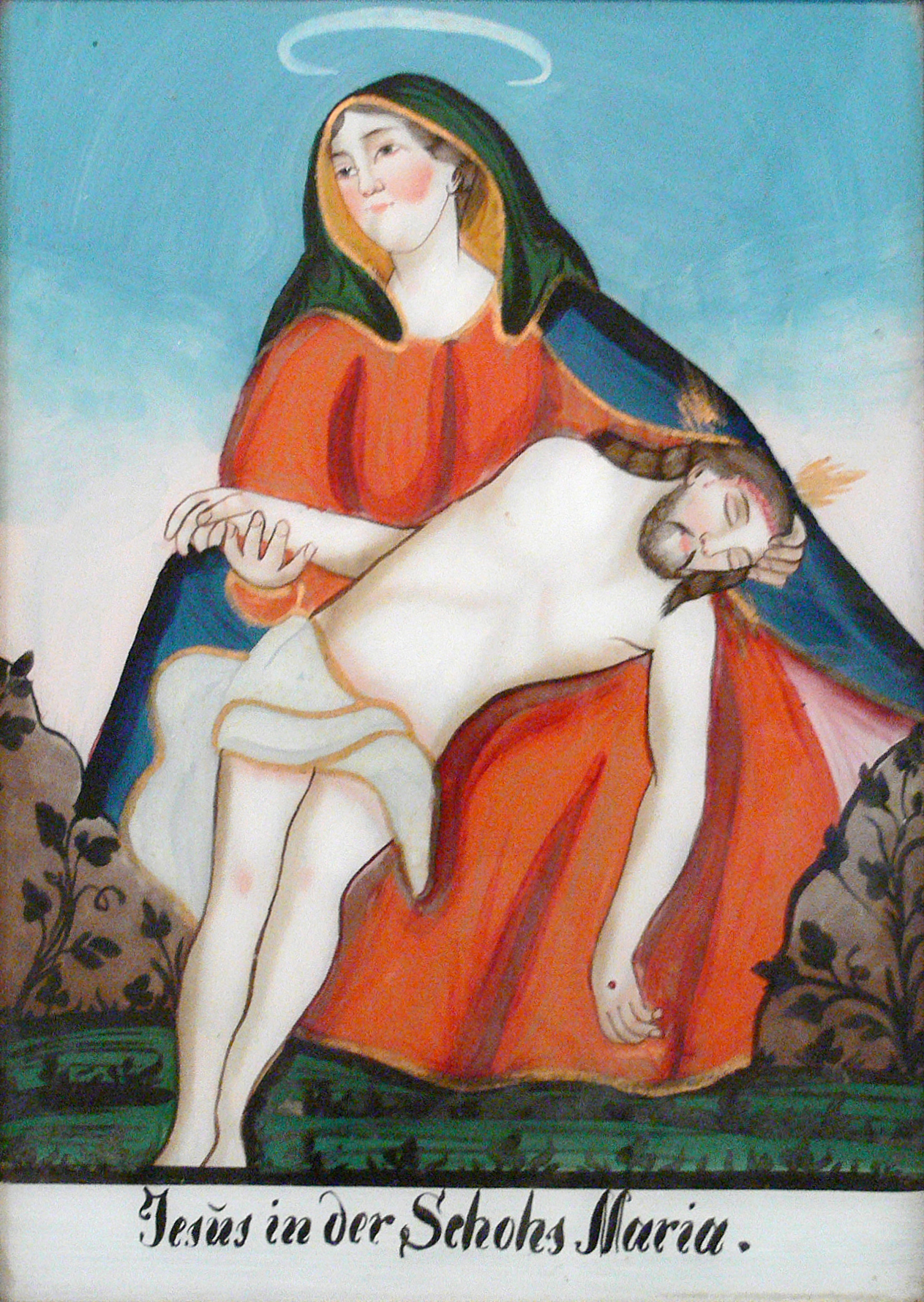
Hinterglasbild „Jesus in der Schohs Maria“ (Pietà), Schwarzwald oder Lothringen, 1. Hälfte 19. Jhdt. Landesmuseum Württemberg, Außenstelle Museum für Volkskultur Waldenbuch.
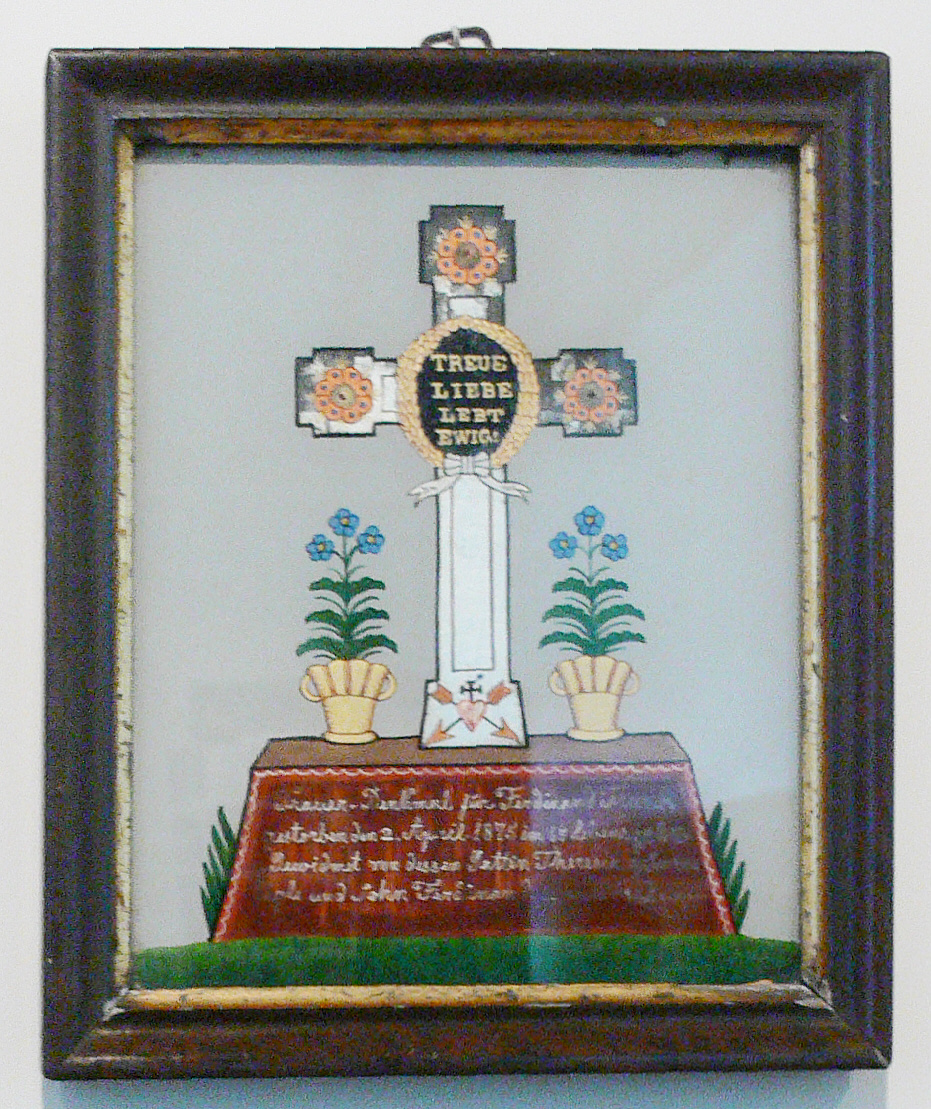
Hinterglasbild zur Totenerinnerung, datiert 1875. Landesmuseum Württemberg, Außenstelle Museum für Volkskultur, Waldenbuch).

Eine Sonderform der bäuerlichen Malerei stellt die Hinterglasmalerei dar. Die Hinterglasmalerei begann sich ab dem 16. Jahrhundert zu etablieren, besonderer Beliebtheit erfreute sie sich in Österreich-Ungarn, vor allem in Böhmen, und in Rumänien. Ihre Schwerpunkte lagen in der Nähe von Glashütten. Ganze Bauernfamilien fanden hier ein Winterauskommen mit der gewerblichen Herstellung vor allem von Heiligen- und Votivbildern, die durch fliegende Händler vertrieben wurden. Entstammten die Motive anfangs noch der Phantasie der Ausführenden, so wurden sie später insbesondere von Wallfahrtsorten zum Verkauf als Devotionalien nach Vorlagen bestellt, deren Qualität und Ausführung jedoch immer das laienhafte Können der Malenden widerspiegelte. Zu einem Zentrum der gewerbsmäßigen Hinterglasmalerei im 19. Jahrhundert entwickelte sich der kleine Ort Sandl im Mühlviertel in Oberösterreich. Der Ort trägt dieser Tradition mit einem Hinterglasmuseum Rechnung.

### Darstellende Malerei

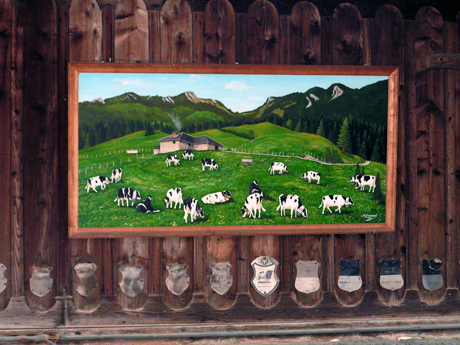
Poya-Bild an einem Bauernhaus in Estavannens, Gruyère

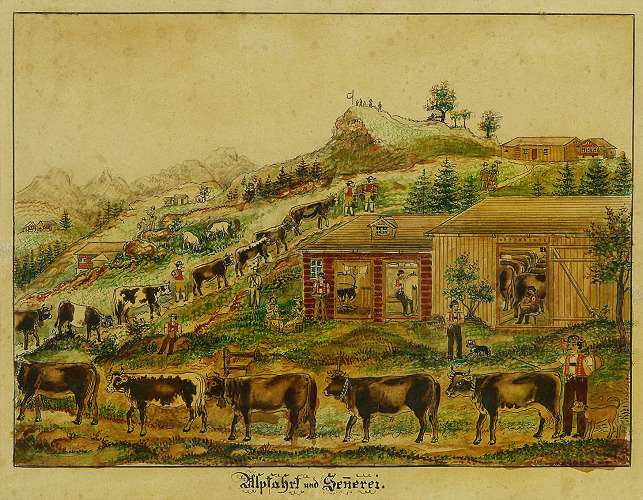
Babeli Giezendanner: Alpfahrt und Sennerei

Porträts der Hausleute oder Ansichten der Hofstelle wurden eher von wohlhabenden Bauern in Auftrag gegeben, meist an durchreisende Wandermaler, die gegen Kost und Logis und ein kleines Honorar ihre Dienste anboten. Als typisches Beispiel sei genannt die Hofansicht des durch einen Mehrfachmord bekannt gewordenen Hofes Hinterkaifeck eines Wandermalers namens Max Binder. Auch kleine Panoramen des jeweiligen Ortes wurden von ihnen gefertigt.
In der Schweiz, vorzugsweise im Appenzeller Land und im Toggenburg, hat sich im 19. Jahrhundert eine einzigartige Malereitradition entwickelt, die Poya- oder Senntumsmalerei, die gänzlich aus der Schaffenskunst der Bauernschaft entsprang. Auftraggeber für diese Laiengemälde waren Bauern und Sennen, die ihre Welt mehr oder weniger real dargestellt haben wollten: Im Mittelpunkt stand das Vieh – gerne bei der Alpfahrt (Almauftrieb), dazu die umliegenden Berge, der Hof oder das Sennenhaus. Typisch für die Poya-Bilder ist ihre langrechteckige Form.
Es waren Dörfler, die sich auf dieses Genre spezialisierten und eine Schule der Appenzeller und Toggenburger Bauernmalerei begründeten, die bis heute stilprägend ist für eine volkstümlich gewordene Kunst, in der etliche Maler namentlichen Eingang fanden, wie z. B. Bartholomäus Lämmler (1809–1865). An ihm manifestiert sich der Übergang von der Möbelmalerei zur Senntumsmalerei. Die schwarzweiße Silhouette der „Lämmler-Kuh“ wurde in langen Reihen zu sogenannten Sennenstreifen gedruckt und erfreut sich bis heute großer Beliebtheit. Johannes Müller (1806–1897) prägte das Genre mit seiner akkuraten Ordnung der Tiere, Menschen, Häuser in der gestaffelten Landschaft und gilt als der Nestor der Sennenmalerei. Eine ständige Ausstellung zur Senntumsmalerei findet sich im Appenzeller Volkskundemuseum in Stein.

## Wandermaler
Eine besondere Form der bäuerlichen Malerei stellt die sogenannten Wandermalerei dar, d. h. wandernde Maler, die von Ort zu Ort zogen und gegen Kost, Logis und ein entsprechendes Entgelt ihre Dienste anboten. Wandermaler stellen insofern eine Zwischengruppe zwischen Volkskunst und akademischer Kunst dar, da sie sich sowohl aus talentierten Laien bzw. handwerklichen Malern wie auch aus dem Heer der glücklosen bzw. minder talentierten akademischen Malern rekrutierten. Meist waren es mangelnde Einkünfte vor Ort in Notzeiten, die in ganzen Landstrichen zahlreiche ländliche Wandermaler hervorbrachte, wie z. B. in Südtirol oder der Lombardei. Durch sie kam es zu einer Vermischung unterschiedlicher regionaler Motive ab dem späten 18. Jahrhundert. So zogen Wandermaler beispielsweise aus dem Südtiroler Fassatal (z. B. aus Mazzin, dem „Dorf der Pitores“) nach Tirol und bis nach Südbayern, um sich dort ihr Geld mit dem Bemalen von Fassaden, Stuben und Möbeln, aber auch von Kirchen zu verdienen, ihre Südtiroler Motive gelangten so auch in den nördlichen Alpenraum. Beispiele für die bäuerliche Fassaner Möbelmalerei finden sich im Museum Ladin Ćiastel de Tor und im Tiroler Volkskunstmuseum.

## Sammlungen und Museen
Museen mit größeren volkskünstlerischen Sammlungen im deutschsprachigen Raum (Auswahl):
Deutschland:
- Museum Europäischer Kulturen, Berlin
- Museum für Sächsische Volkskunst, Dresden
- Altonaer Museum, Hamburg-Altona
- Bayerisches Nationalmuseum, München

Österreich:
- Österreichisches Museum für Volkskunde, Wien
- Tiroler Volkskunstmuseum, Innsbruck
- Mühlviertler Schlossmuseum, Freistadt

Schweiz:
- Appenzeller Volkskunde-Museum, Stein AR[15]

Interessante Exponate findet man auch in zahlreichen Museumsdörfern.